# Münchner Residenz

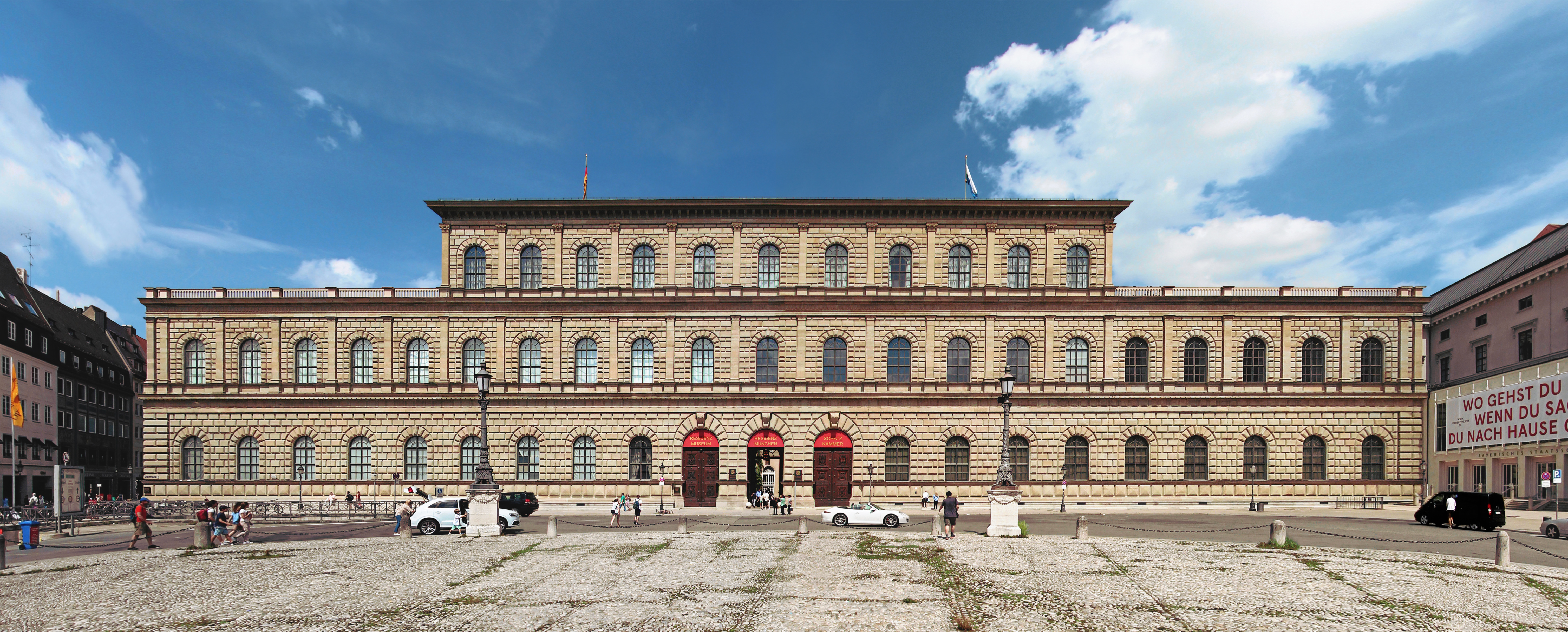
Der Königsbau am Max-Joseph-Platz

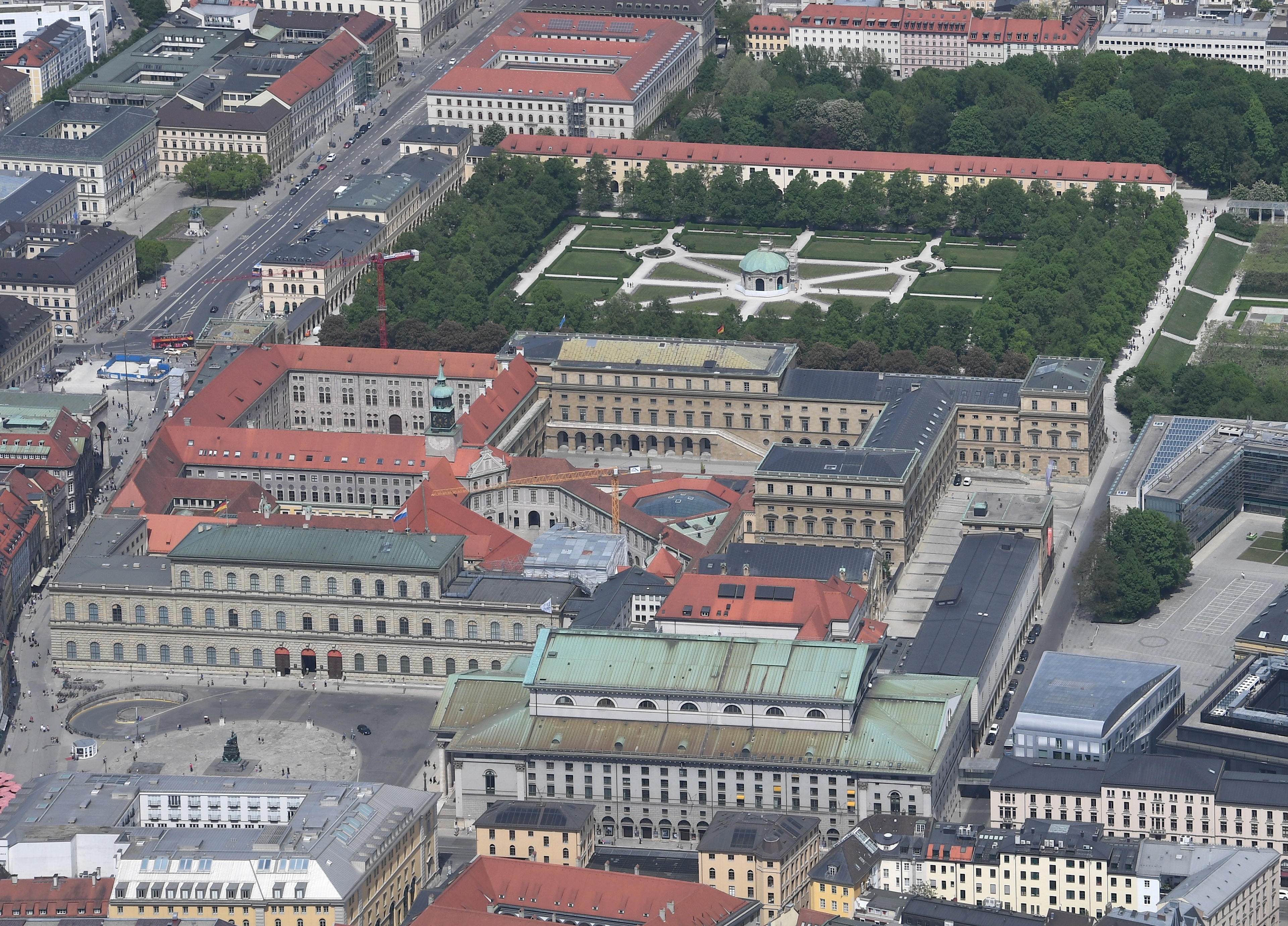
Luftbild der Residenz und des Hofgartens

Die Münchner Residenz ist ein Baudenkmal im Bezirk Altstadt-Lehel der bayerischen Landeshauptstadt München. Sie war von 1508 bis 1918 Sitz der Herzöge, Kurfürsten und Könige von Bayern aus dem Haus Wittelsbach. In vier Jahrhunderten wurde sie von den Architekten Friedrich Sustris, Joseph Effner, François de Cuvilliés d. Ä. und Leo von Klenze in den Stilen Renaissance, Barock, Rokoko und Klassizismus von der kleinen Wehrburg zur monumentalen Vierflügelanlage ausgebaut. Sie besteht aus dem Festsaalbau an der Hofgartenstraße, dem Apothekenbau am Marstallplatz, dem Königsbau am Max-Joseph-Platz und dem Maximiliansbau an der Residenzstraße. Neben dem Cuvilliés-Theater und der Allerheiligen-Hofkirche gehören auch der Hofgarten und der Marstall zum Bauensemble, das im Zweiten Weltkrieg zerstört und danach unter der Leitung von Otto Meitinger wiederaufgebaut wurde. Die Münchner Residenz ist mit mehr als 40.000 Quadratmetern Grundfläche das größte Stadtschloss Deutschlands und mit mehr als 150 Schauräumen eines der bedeutendsten Schlossmuseen Europas.

## Geschichte und Architektur

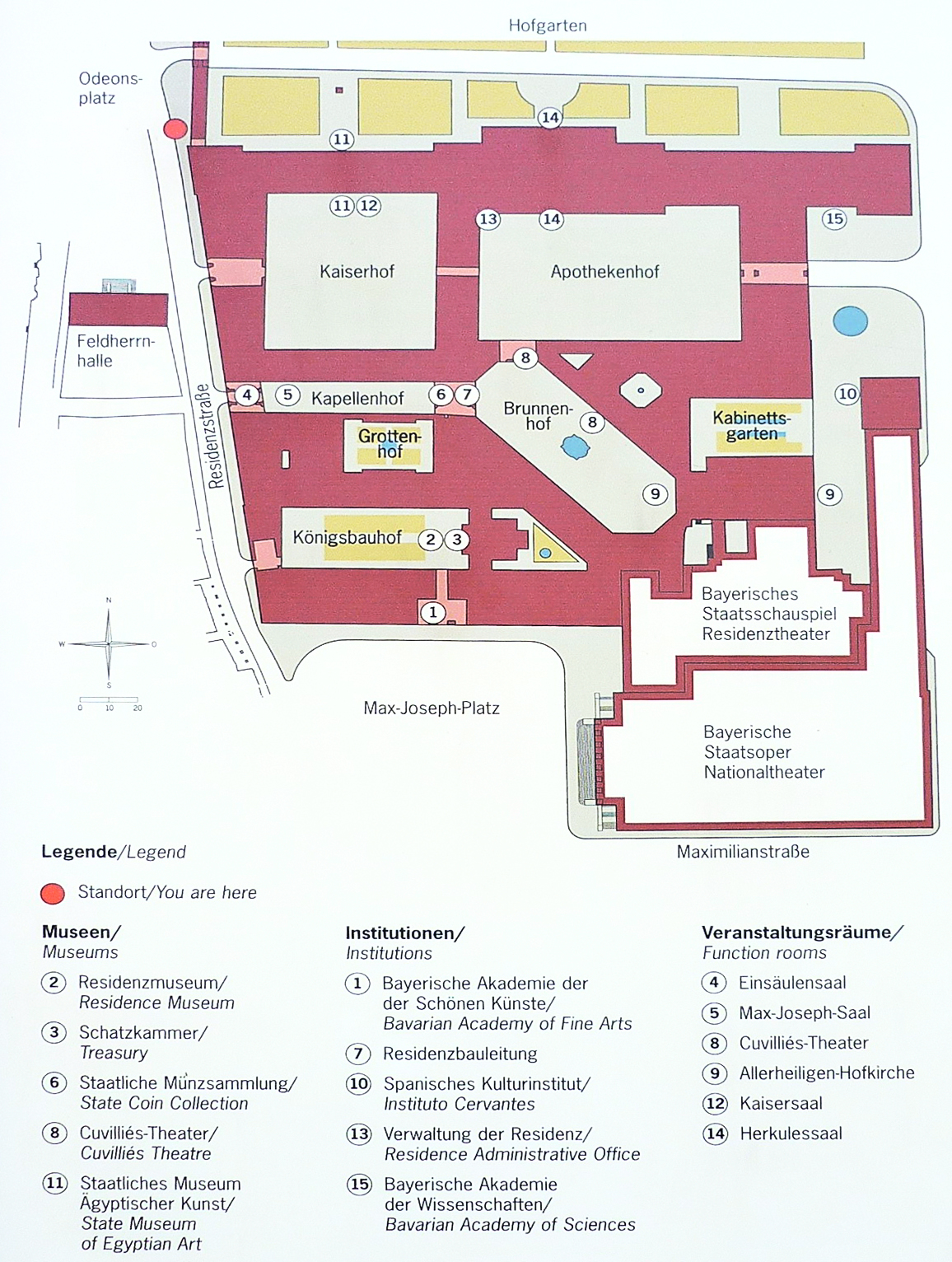
Grundriss der Münchener Residenz

### Gotische Neuveste

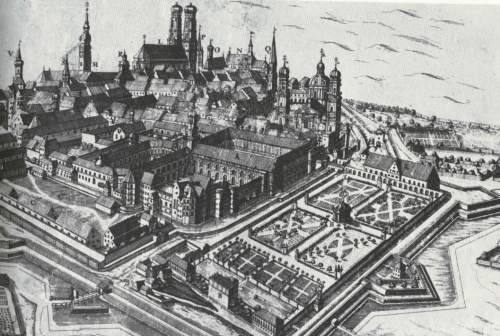
Die Münchner Residenz mit Hofgarten und Resten der Neuveste von Michael Wening, nach 1700

Der Ort der Residenz wurde schon vor Jahrtausenden von Menschen benutzt. Im Jahr 2014 fanden Archäologen direkt unterhalb des Apothekenhofes der Residenz ein fast unversehrtes, spätbronzezeitliches Grab. 1336 ist erstmals ein Burgstall erwähnt, der im westlichen Bereich der späteren Residenz lag. 1363 wurde die Abtragung dieses Burgstalls in Auftrag gegeben. Im Januar dieses Jahres war mit dem Tode von Herzog Meinhard das Herzogtum Oberbayern an seinen Landshuter Onkel Stephan II. gefallen.
Im späten 14. Jahrhundert entstand in der Nordostecke der heutigen Residenz die Neuveste. Das in der Literatur oft genannte Jahr 1385 ist urkundlich nicht belegt. Es geht auf den Augsburger Chronisten Burkhard Zingg (1396–1474/75) zurück, der berichtete, dass Stephans Söhne, die Herzöge Johann II., Stephan III. und Friedrich, als Sühne für den gescheiterten Bürgeraufstand von 1385 von der Stadt die Erlaubnis erhalten hatten, „ein vest in die statt ze pawen und ein aigen tor … das sy aus und ein reitten“. Allerdings kann der Bau der Neuveste auch schon früher erfolgt sein. So berichtet der Prior Veit von Ebersberg in seiner bayerischen Chronik, dass der Bau der Neuveste die Unruhen erst ausgelöst habe. Möglicherweise stand auch die Abtragung des alten Burgstalls bereits im Zusammenhang mit der geplanten oder begonnenen Errichtung der Neuveste. Urkundlich erwähnt wurde die „newe veste“ erstmals am 7. März 1389. Die Neuveste war eine gotische Wasserburg, die von der Stadt her nur über eine befestigte Brücke zu erreichen war. Bezeichnenderweise lag der größte Turm, der Silberturm, nicht an der Außenseite, sondern verstärkte die Innenfront gegen die Stadt. Hier befand sich später der Staatsschatz. Nördlich des Silberturms, der auch als Bergfried diente, lag durch eine Wehrmauer getrennt an der Nordwestseite der Palas. Östlich schlossen sich im Norden des Innenhofes die Hofhalle und die Dürnitz an. Im Rahmen des Baus der Neuveste wurde Ende des 14. Jahrhunderts in der Nordostecke des zweiten Mauerrings auch das Neuvesttor errichtet. Die Neuveste wurde im Laufe der Jahrhunderte verändert und erweitert. Um 1470 wurden unter Herzog Johanns Urenkel Albrecht IV. (reg. 1465–1508) die Zwingermauern und der Torbau im Norden errichtet, 1460–1500 folgte der Bau von zwei Geschütztürmen. Noch 1466 hatte jedoch die Münchener Bürgerschaft die Kraft gehabt den Zugang von Herzog Siegmund und seines jüngeren Bruders Albrecht zur Burg zu begrenzen, wonach der erstere die Neuveste nur mit sechs, der andere mit vier Dienern betreten sollte. Albrecht drängte in der Folge das Bürgertum immer weiter zurück, seit Beginn der Neuzeit bestimmte dann der Hof die Geschicke der Stadt. 1470/71 war Albrechts Bruder Christoph der Starke in der Neuveste interniert.
1476 wurde die Neuveste nach endgültiger Aussöhnung des Herzogs mit der Bürgerschaft in die bis dahin offene Flanke der Stadtbefestigung mit einbezogen. Neuer Wohnraum wurde unter Albrecht noch nicht geschaffen. Mit der Zeit verlor die Burg allmählich ihren fortifikatorischen Charakter, der durch das verstärkte Aufkommen von Kanonen, welche die Mauern durchschlagen konnten, hinfällig geworden war. Als herzoglichen Sitz löste die Neuveste den Alten Hof allerdings erst unter Albrechts Sohn Wilhelm IV. ab. Um 1620 erfolgte dann der Abbruch aller Gebäude an der Westseite, 1750 wurden Gebäudeteile nach einem Brand notdürftig instand gesetzt, bevor erst nach 1800 die letzten Reste abgebrochen wurden. Noch heute befinden sich jedoch unter dem Apothekenhof der Münchner Residenz die Kellergewölbe und Grundmauern der ehemaligen Burg. Ihre Position ist durch rote Steine im Pflaster des Hofes markiert. Die Mauern des südwestlichen Eckturms aus der Zeit um 1500 und die Gewölbe mit den Rundpfeilern im Ballsaalkeller im Süden der ehemaligen Burg sind die letzten erhaltenen Reste der Neuveste und der älteste Teil der heutigen Residenz.

### Renaissanceschloss

#### Anfänge der heutigen Residenz

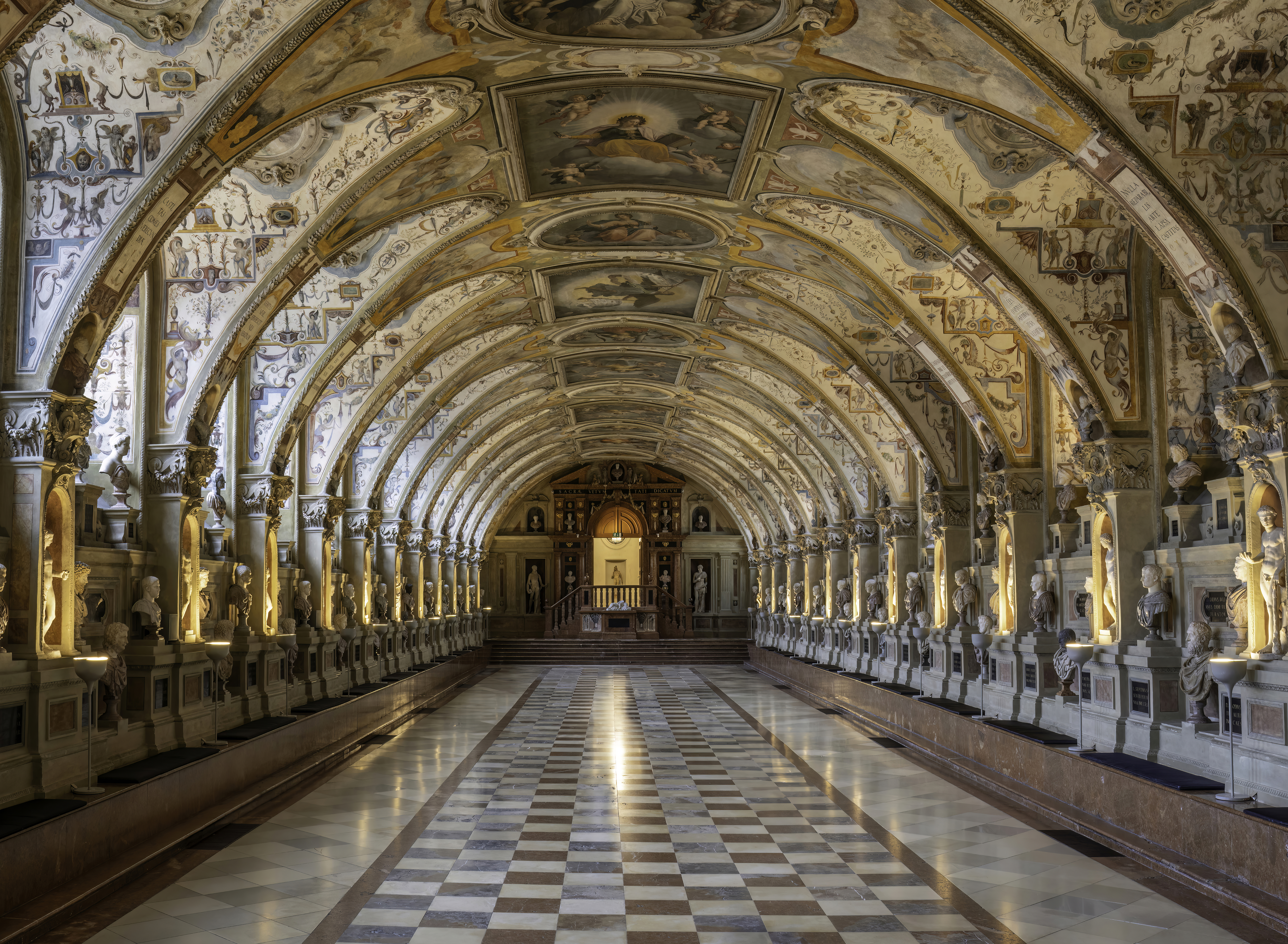
Das Antiquarium, der größte Renaissance-Saal nördlich der Alpen

Als Herzog Wilhelm IV. (reg. 1508–1550) den Wohnsitz der Wittelsbacher vom Alten Hof, der seither als Behördensitz diente, in die Neuveste verlegte, begann die Geschichte der Residenz als neuzeitlicher Palast. 1518 wurde ein Hofgraben angelegt, dort wo sich heute der Marstallplatz befindet. Wilhelm ließ zwischen 1530 und 1540 an der Südostecke der Burg den genannten Rundstubenbau ausbauen und an der Stelle des heutigen Marstallplatzes auch den ersten Hofgarten einrichten. Im Gartenpavillon wurde ein Historienzyklus aufgehängt, zu dem auch Albrecht Altdorfers Alexanderschlacht gehörte. 1545 befand sich die streitbare Schwester des Herzogs Sabina von Bayern in der Neuveste wochenlang unter Arrest.
Herzog Albrecht V. (reg. 1550–1579) ließ von Wilhelm Egckl neben einem
südlich der  Georgskapelle an der Ostseite der Neuveste gelegenen Festsaal (St. Georgssaal), auch eine Kunstkammer im Marstallgebäude (heutiges Landesamt für Denkmalpflege) einrichten, in der viele Münchner Sammlungen ihren Ursprung haben.
Da in diesem nördlich des Alten Hofs gelegenen Bau nicht genügend Platz für die umfangreiche Skulpturensammlung war, entstand zwischen 1568 und 1571 durch Simon Zwitzel und Jacopo Strada das Antiquarium. Das neue Gebäude musste außerhalb der Burganlage errichtet werden, da in der Neuveste dafür kein Platz war. Dadurch gab es der Residenz eine neue Entwicklungsrichtung vor. Das Antiquarium, das gesamte Erdgeschoss des Gebäudes einnehmend, ist der größte Renaissancesaal nördlich der Alpen. Im oberen Stockwerk des neuen Gebäudes wurde die Hofbibliothek untergebracht, die den Kern der späteren Bayerischen Staatsbibliothek bildete.
Ab 1560 wurde weiter nördlich auf der Fläche der heutigen Staatskanzlei ein weiterer Garten angelegt. In seiner Nordost-Ecke wurde 1565/67 ein Lusthaus mit einem Zyklus von Deckengemälden zum Thema des Silbernen Zeitalters erbaut (nur einzelne Deckengemälde erhalten). 1560/70 folgte der Bau eines Ballhauses an der Südwest-Ecke der Neuveste, dessen genannter Keller erhalten aber im Allgemeinen unzugänglich ist.
1580/1581 ließ Herzog Wilhelm V. (reg. 1579–1597) an der Residenzgasse den Witwenstock für Herzogin Anna erbauen. Zwischen 1581 und 1586 entstand dann die kunsthistorisch hoch bedeutende Gartenanlage des manieristischen Grottenhofs mit dem Perseusbrunnen, Friedrich Sustris war der Architekt. Er erhielt seinen Namen nach der an der westlichen Antiquariumsfassade angelegten Brunnen- und Muschelwand. Im Zuge der fortlaufenden baulichen Entwicklung entstanden beginnend mit dem Grottenhof die insgesamt zehn Innenhöfe, wobei besonders dem Brunnenhof und dem Kaiserhof als Schauplätze höfischer Empfänge, Feste und Zeremonien hohe Bedeutung zukam.

#### Maximilianische Residenz und Kaiserhof

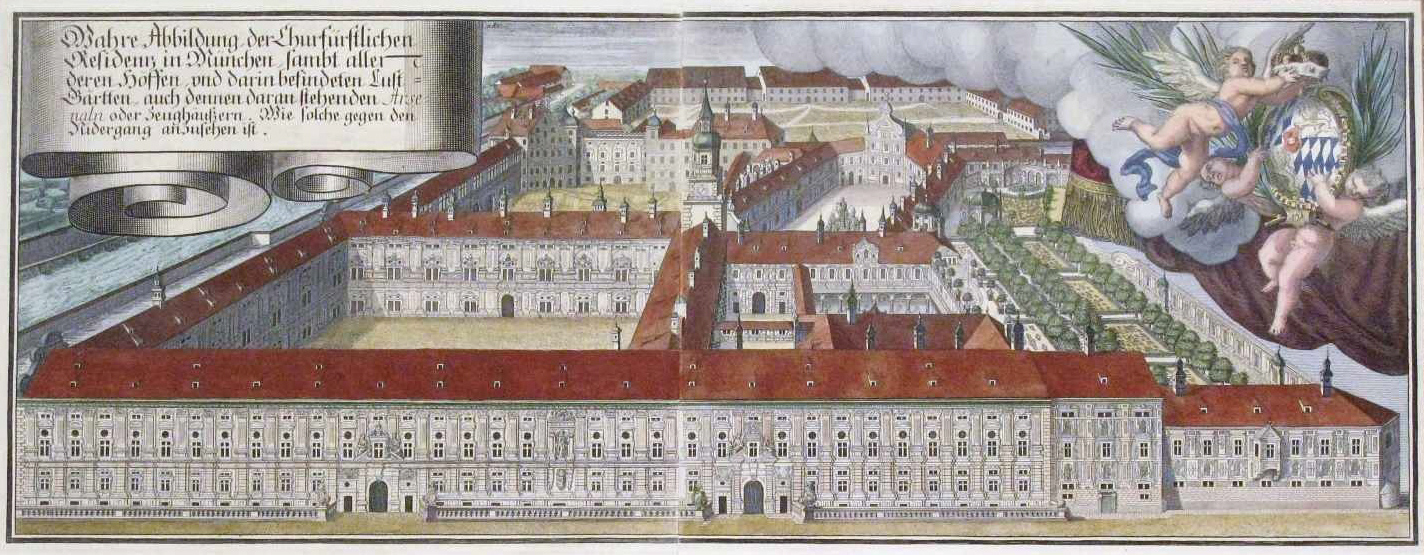
Michael Wening, Kupferstich der Maximilianischen Residenz (um 1700)

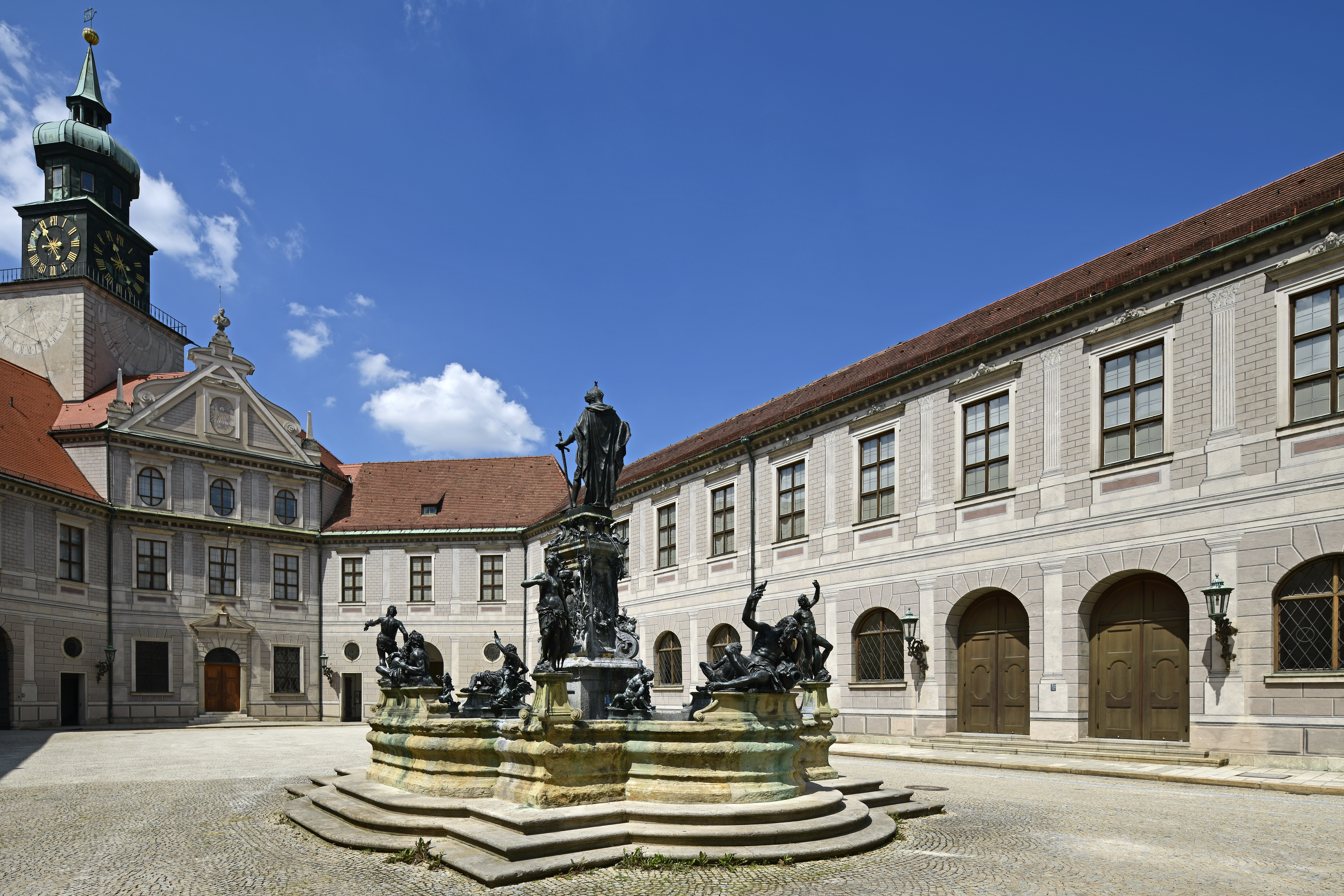
Der Brunnenhof mit dem Wittelsbacherbrunnen

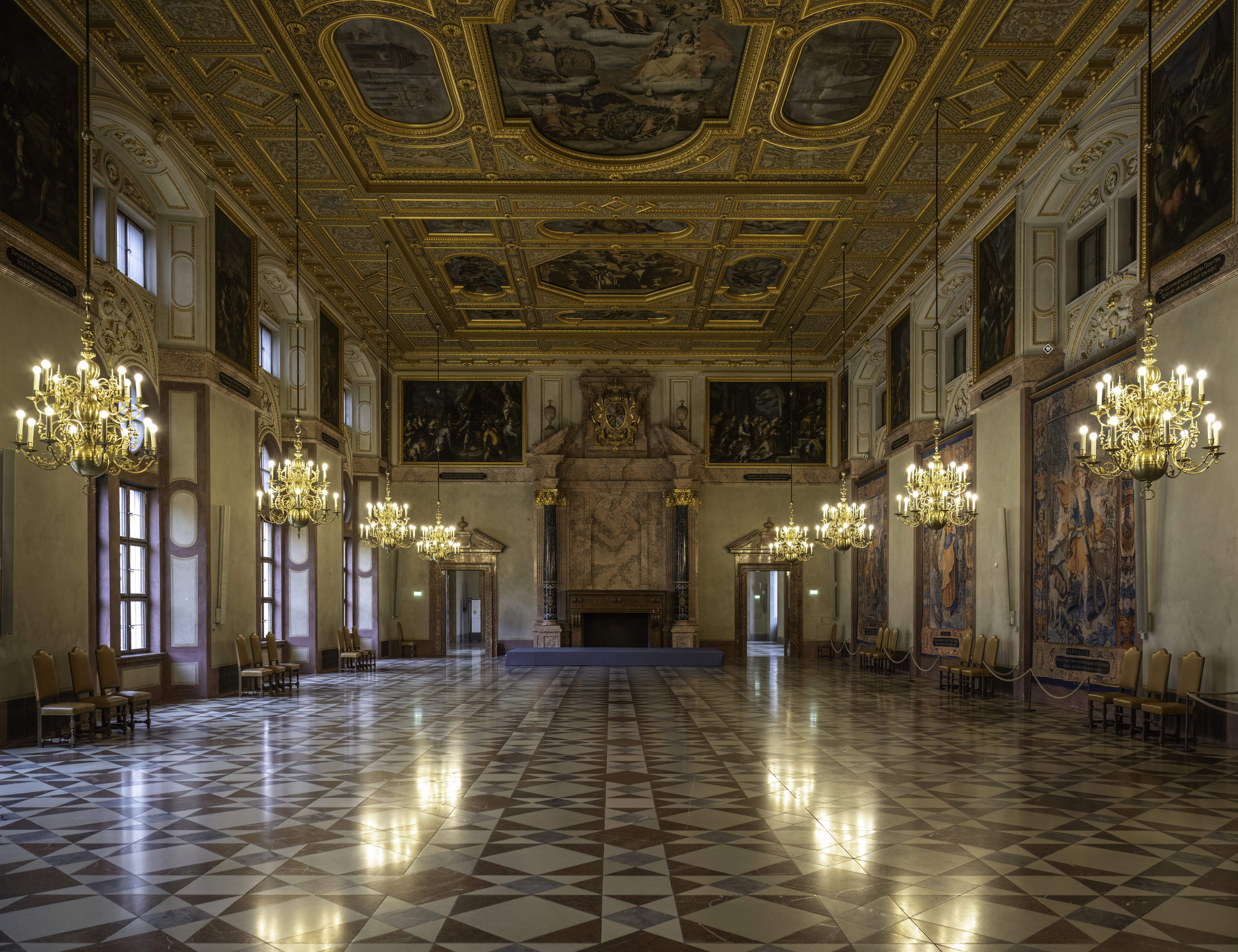
Der Kaisersaal (1985 rekonstruiert)

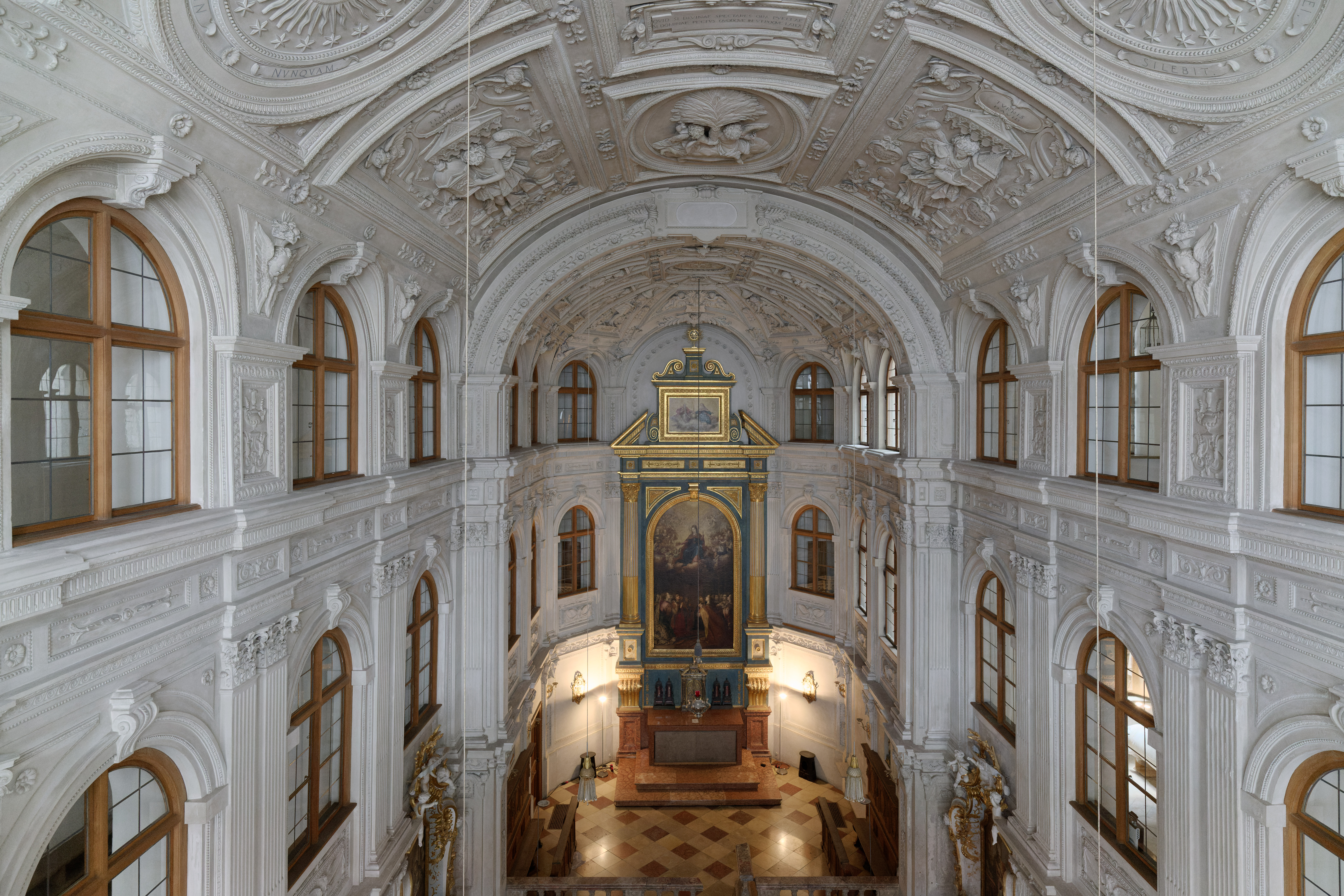
Die Hofkapelle

Unter Herzog Maximilian I. (reg. 1597–1651), dem späteren Kurfürsten, entstand ab 1599/1600 bis etwa 1607 an der Westseite des Antiquariums die nach ihm benannte Maximilianische Residenz. Man spricht stilistisch von der Epoche des Manierismus oder der Spätrenaissance im Übergang zum Frühbarock.
Maximilian ging dabei von seinem bereits 1590 bis 1594 an der Residenzstraße eingerichteten Erbprinzenbau aus. Der zweigeschossige Bau besaß links und rechts der dreiteiligen Durchfahrt zum Kapellenhof je drei Fensterachsen. Im rückwärtigen Bereich wurde 1594 eine Kapelle ausgestattet.
Nachdem Maximilian zuerst in die Wohnung seines Vaters in der Neuveste gezogen war, wurde ab dem Jahr 1600 der ältere Erbprinzenbau weitgehend abgebrochen und südlich des Kapellenhofes bis zum Antiquarium hin ein zweigeschossiger Bereich umgebaut und neu errichtet, der die beiden Wohnungen des Herzogs und seiner Gemahlin aufnehmen sollte. Die Hauptzugänge erfolgten über den Kapellenhof, der anstelle einer Gasse (Jägergassl) baulich gefasst wurde. Am östlichen Ende des Kapellenhofs wurde der Brunnenhof auf einer regelmäßigen Grundrissfigur angelegt, der zuvor als Freifläche für Turniere gedient hatte. Der Architekt war wahrscheinlich ab 1600 der örtliche Hofkünstler Hans Krumpper, der die Entwürfe für die Bauten und große Teile der Dekoration vorgab. Die ehemals reiche Ausstattung an Deckengemälden schuf Peter Candid mit seiner Werkstatt. Die Namen von weiteren Künstlern wie Heinrich Schön sind bekannt.
Im Inneren des umgebauten Areals entstand die doppelstöckige Hofkapelle (Rohbau 1600, Weihe 1603) mit reichen Stuckaturenschmuck, der 1614 im Gewölbe ergänzt wurde. Die Empore der Hofkapelle war der Herrscherfamilie vorbehalten. Das große Mittelbild des Hauptaltars von dem Hofmaler Hans Werl von 1601 zeigt Maria in der Glorie unter der Dreifaltigkeit. 1630 wurde die Kapelle durch einen polygonalen Chor erweitert und dessen Stuck an die ältere Ausstattung angepasst. Die mit Marmor gepflasterte und reich mit Stuckmarmorintarsie (Scagliola) ausgeschmückte und 1607 fertiggestellte Reiche Kapelle diente dagegen als Privatoratorium des Herzogs. Um die Hofkapelle herum entstanden im Obergeschoss die privaten Gemächer des Herzogs in Osten in Richtung Antiquarium und der Herzogin im Westen an der Residenzstraße. Es gab drei großzügige Treppenaufgänge. Auch im Erdgeschoss lagen fürstliche Wohnräume, die die „Sommerzimmer“ genannt wurden und eine Ausschmückung mit Stuck und Deckengemälden erhielten.
Um 1602 entstand im Südosten an das Antiquarium anschließend im ersten Obergeschoss der Schwarze Saal, der ein illusionistisches Deckengemälde von Hans Werl erhielt (heute rekonstruiert) und über eine gleichzeitig entstandene monumentale zweiläufige Treppe vom Brunnenhof aus zugänglich war. Bis 1607 wurde die Umbauung des im Jahre 1600 begonnenen Brunnenhofes fortgeführt, womit ein repräsentativer Hof entstand, der an den Schmalseiten Giebelbauten erhielt, von denen einer dem Uhrturm vorgelegt ist. Dieser wurde 1612–1615 nach einem Modell von Heinrich Schön dem Älteren als verkleideter, in Fachwerkbauweise errichteter freitragender Aufbau konstruiert. In der Mitte des Brunnenhofes wurde 1610 der große Wittelsbacherbrunnen errichtet. Die von Hubert Gerhard geschaffenen und dort zusammengeführten Figuren (allegorische Darstellung der vier bayerischen Flüsse: Donau, Lech, Inn und Isar) und das Standbild Ottos von Wittelsbach waren ursprünglich für andere Projekte geschaffen worden. Damit war um 1610 die erste Bauphase unter Maximilian I. im Bereich des Kapellenhofes, Grottenhofes und Brunnenhofes abgeschlossen. Es standen drei Höfe für unterschiedliche Funktionen zur Verfügung.
Ab 1612 ließ Maximilian I. große Teile der Süd- und Westtrakte der Neuveste mit dem Silberturm und dem Palas abreißen, um hier neuen Erweiterungen Platz zu schaffen. Ebenso wurden 1612 und 1613 die Privathäuser an der Schwabinger Gasse (heute: Residenzstraße) abgebrochen. Hier entstanden zwischen 1612 und 1617 nördlich der bis etwa 1610 entstandenen Maximilianischen Residenz die neuen Trakte um den einheitlich in Fresko-Technik bemalten Kaiserhof.
Vor dem Eingang zum Kaiserhof und zum Kapellenhof stehen je zwei große bronzene Löwen für die vier Herrschertugenden Klugheit, Stärke, Gerechtigkeit und Mäßigung. Jeder Löwe hält ein Schild, auf dem die jeweilige Tugend symbolhaft abgebildet ist und das an der unteren Spitze jeweils in einem kleinen Löwenkopf endet. Die Berührung der Schnauze dieser kleinen Löwenköpfe soll Glück bringen.
Um den Kaiserhof zogen sich mit den Trierzimmern und den Steinzimmern, dem Kaisersaal und der Kaisertreppe großzügige Gästequartier herum, die den hohen politischen Anspruch Maximilians vorführten. Die unter Leitung von Hans Krumpper und Heinrich Schön errichteten und unter von Peter Candid und seiner Werkstatt mit Gemälden dekorierten Räumlichkeiten illustrieren nicht nur das Weltbild Maximilians I., sondern sind mit ihren prächtigen Türrahmungen, Deckenfreskos und Wandteppichen auch beispielhaft für die Architektur des frühen 17. Jahrhunderts. Der Name der Steinzimmer geht auf die reiche Ausstattung mit Marmor, Stuckmarmor und Scagliola zurück. Diese Raumfolge diente als höchstrangiges Gästeappartement, das vom Kaiser und seiner Gemahlin bewohnt wurde, wenn diese in München Station machten. In den Trierzimmern logierten dann im Falle kaiserlichen Besuchs die nächsten Angehörigen der Kaiserfamilie und ranghohe Mitglieder ihres Hofstaats, ansonsten dienten die Räume als Ratszimmer. Der heute wieder hergestellte Kaisersaal mit der gleichnamigen Prunktreppe war im 17. Jahrhundert der größte und bedeutendste Festraum der Residenz. Ab 1799 mussten der Kaisersaal und der anschließende Vierschimmelsaal den sog. Hofgartenzimmern, einem neuen Wohnappartement für Kurfürst Max IV. Joseph (ab 1806 König Max I. Joseph von Bayern) weichen, bis beide nach dem Zweiten Weltkrieg in annähernd originalgetreuer Form rekonstruiert wurden.
Auf die Zeitgenossen machte der Residenzbau, der nun die damalige Wiener Hofburg an Ausdehnung übertraf, durchaus Eindruck, auch wenn Friedrich Nicolai dann 1781 schrieb, er hätte das Gebäude eher für eine reiche Prälatur angesehen. König Gustav II. Adolf ließ nach der Besetzung Münchens durch seine Truppen im Mai 1632 dann einen evangelischen Gottesdienst in der Residenz feiern. Gegen Ende Mai 1632 verließ Gustav Adolf bereits München und zog weiter. Der Schwedenkönig, der viel Beutegut mitführte, soll gesagt haben, stünde die Residenz auf Rädern, würde er sie nach Stockholm rollen. Die Bauten der Residenz waren nun jedenfalls so umfangreich geworden, dass sie bis ins frühe 19. Jahrhundert Maximilians Nachfolgern genügten. Sie konzentrierten sich nun im Wesentlichen auf den Innenausbau der Residenz.

### Barocke Residenz

#### Appartements des Barock und Rokoko

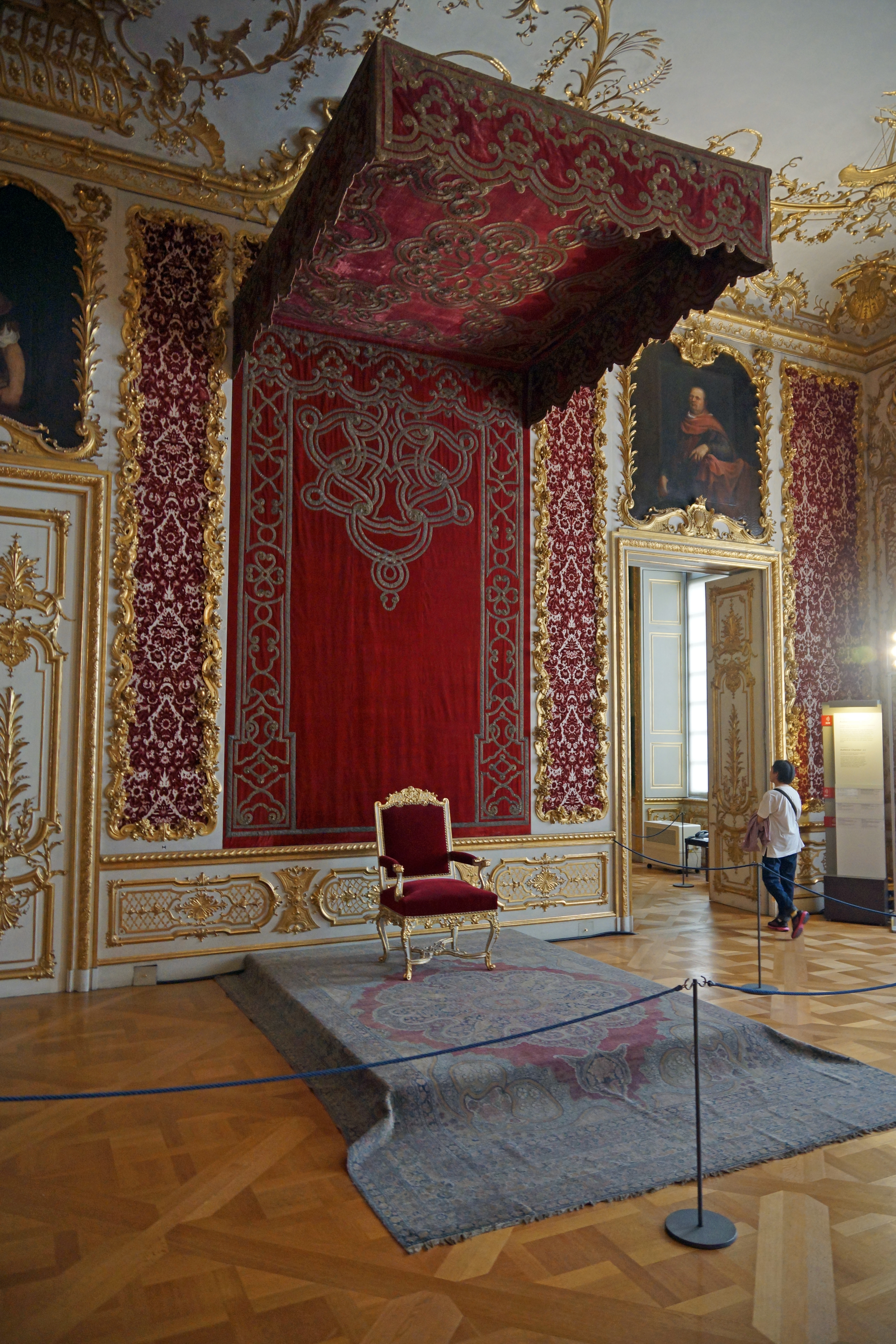
Das Audienzzimmer

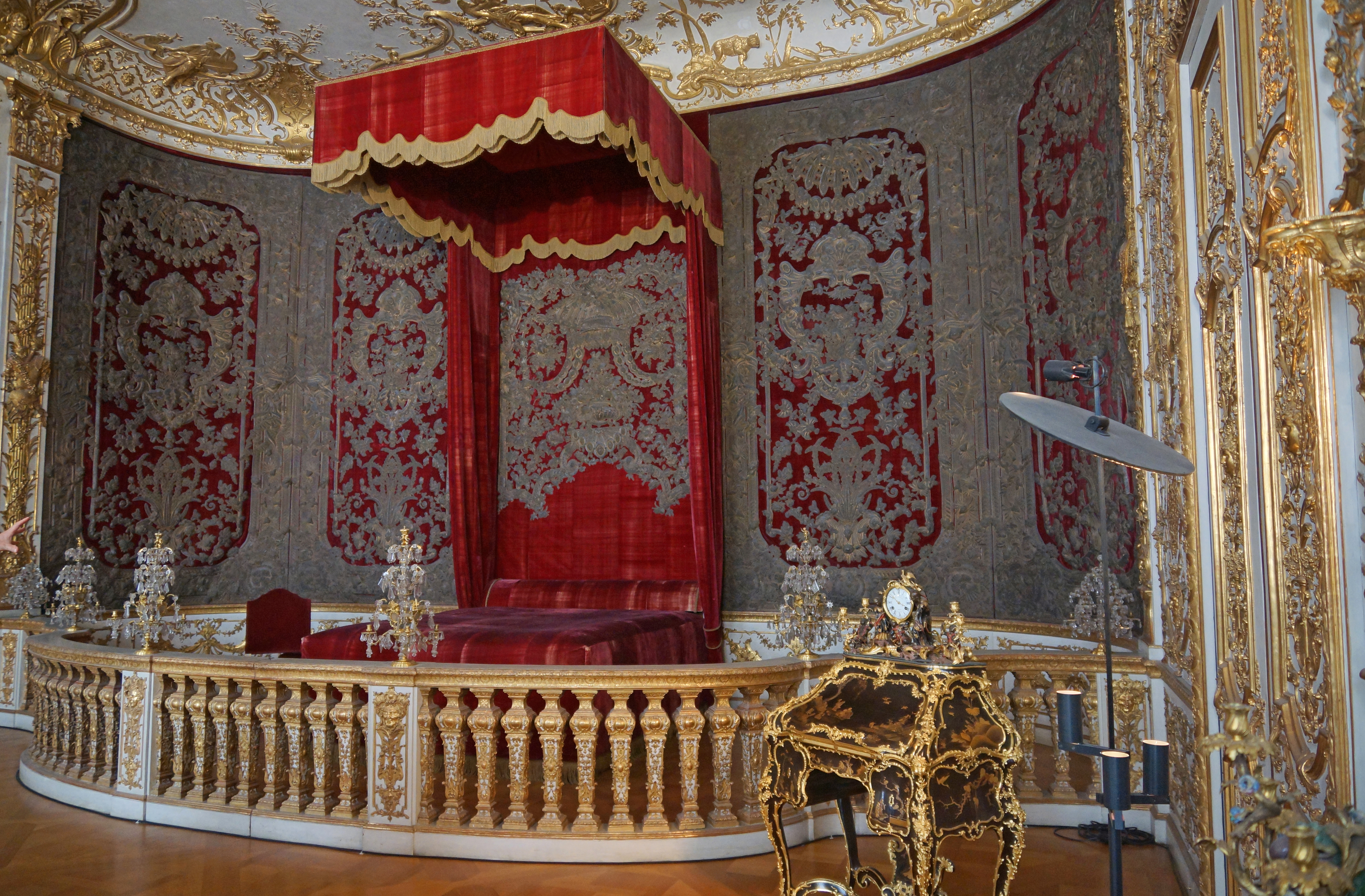
Das Paradeschlafzimmer

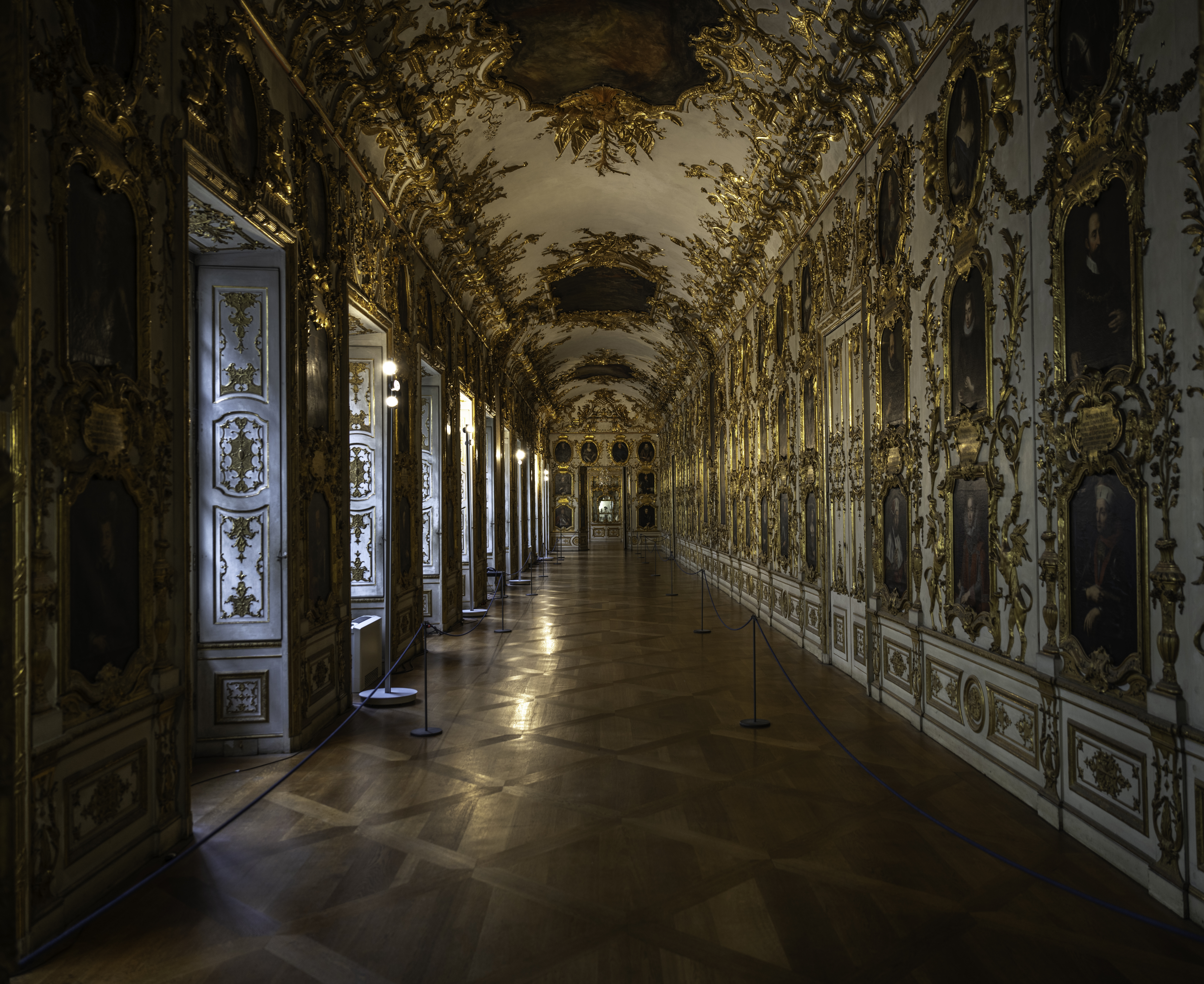
Die Ahnengalerie

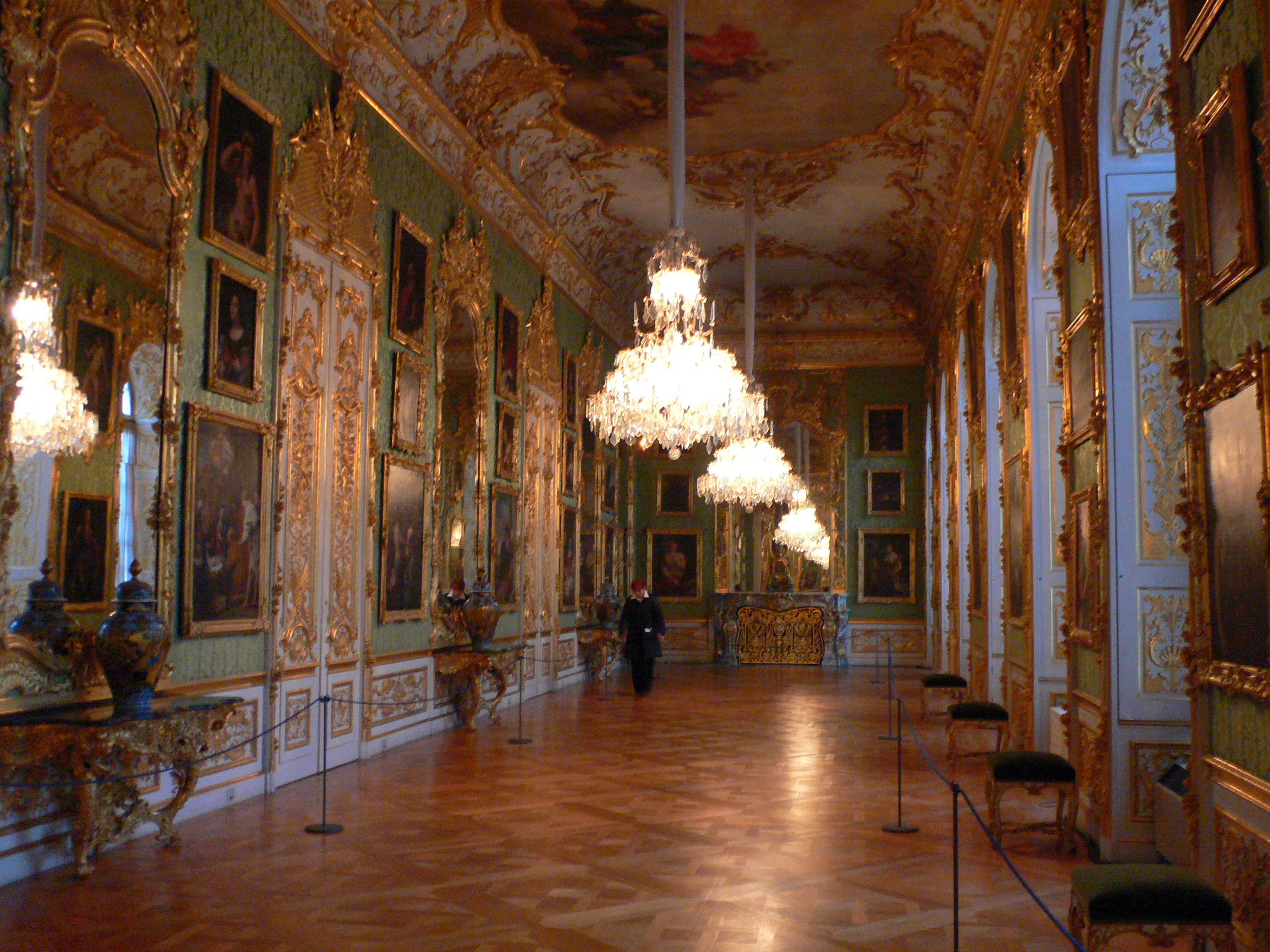
Die Grüne Galerie

Zur Zeit des Hochbarocks ließ die Kurfürstin Henriette Adelaide, seit 1650 Gemahlin Kurfürst Ferdinand Marias (reg. 1651–1679), zwischen 1666 und etwa 1669 das kleinere Appartement ihrer Schwiegermutter zwischen Residenzgasse und Grottenhof zu einer überaus prächtigen Raumfolge erweitern. Es bestand nun aus dem Saal der Garde (Hartschiersaal), zwei Vorzimmern, dem Audienzgemach (Goldener Saal), einem großen Kabinett (Grottenzimmer), dem Schlafzimmer mit Bettalkoven, einer kleinen Kapelle und einem Kabinett (Herzkabinett). Ergänzt wurde diese Raumsequenz durch eine Galerie zwischen Residenzgasse und südlichem Garten und einer gangartigen Bibliothek. Henriette Adelaide orientierte sich bei ihrem Bauprojekt sowohl an Vorbildern ihrer Turiner Heimat als auch an den neusten Pariser Moden. Das Appartement besaß zahlreiche, in Friese und Decken eingelassene Gemälde, die den Räumen jeweils eigene Themen vorgaben. Architekt war Agostino Barelli, während die Raumentwürfe von Antonio Pistorini stammten. 1674 zerstörte ein Brand die ersten drei Räume, während die Kurfürstin ihre Kinder vor dem Feuer rettete und schwer angeschlagen zwei Jahre später starb. Seit dem Papstbesuch Pius VI. 1782 wurde der Rest des Appartements Päpstliche Zimmer genannt. 1944 wurden fast alle diese Räume zerstört; heute gibt nur noch das Herzkabinett einen gewissen Eindruck von dem sozialen Anspruch und künstlerischen Rang dieses Appartementes einer bayerischen Kurfürstin.
Die Erweiterungen von Maximilian II. Emanuel (reg. 1679–1726) (Alexander- und Sommerzimmer als repräsentative Wohnräume) wurden bereits zu seinem Lebensende umgebaut. Die Reste gingen, bis auf einen heute unzugänglichen Raum, im Residenzbrand von 1729 unter. Die Kaiserliche Administration in Bayern ab 1705, als der Kurfürst für zehn Jahre außer Landes und der Hofstaat entlassen war, hatte die Residenz dagegen weitgehend schadlos überstanden, ebenso wie spätere fremde Besatzungen. Während des Exils der kurfürstlichen Familie war zuletzt nur noch Prinzessin Maria Anna in der Residenz verblieben und hielt Kontakt zur in Frankreich, Italien und Österreich verstreuten Familie.
Max Emanuels Nachfolger, der Kurfürst und spätere Kaiser Karl Albrecht (reg. 1726–1745) ließ an der Stelle der Räume seines Vaters die Reichen Zimmer mit der Grünen Galerie, dem Spiegelkabinett und dem Paradeschlafzimmer errichten. Ihr aufwendiges Dekor dominieren das Goldornament auf weißen Wänden und der purpurfarbene, ziselierte Genueser Samt. Nur bei der Grünen Galerie wurde, wie der Name bereits andeutet, ein grüner Seidendamast verwendet. Die Reihenfolge der Räume und ihre verwinkelte Lage gehen dabei auf eine Spiegelung der Räume der Päpstlichen Zimmer zurück. Das Paradeschlafzimmer diente der Zeremonie des morgendlichen Lever. Im Erdgeschoss entstand zwischen 1726 und 1730 die Ahnengalerie mit ihren herrlichen, von Johann Baptist Zimmermann ausgeführten Stuckarbeiten. Die Ahnengalerie enthält heute über hundert Porträts von Mitgliedern des Hauses Wittelsbach bis hin zum letzten König von Bayern, Ludwig III. Dieser Raum sollte außerdem Karl Albrechts Anspruch auf die Kaiserkrone untermauern, indem er diesen von Karl dem Großen, Kaiser Ludwig dem Bayern und dem legendären Agilolfinger Theodo herleitete, deren Porträts er zentral in die Mitte des Raumes stellte. Des Weiteren ließ Karl Albrecht neben der Ahnengalerie ein weiteres prächtiges Kabinett zur Aufbewahrung des Hausschatzes errichten, für den bisher kein spezieller Raum zur Verfügung stand. Seit dem Bau der Alten Schatzkammer unter Prinzregent Luitpold 1897 beherbergt dieser Raum bis heute das Porzellankabinett. Somit dienen alle durch die Hofarchitekten Joseph Effner und François de Cuvilliés errichteten Bauten einzig der Verherrlichung seines Hauses und der Erlangung der Kaiserkrone, was Karl Albrecht 1742 schließlich auch gelang. Als Künstler beteiligt waren neben dem bereits erwähnten Johann Baptist Zimmermann auch Joachim Dietrich und Wenzeslaus Miroffsky. Die zweigeschossige Außenfassade der Grünen Galerie mit sieben Rundbogenfenstern im Königsbauhof ist ein Meisterwerk von Cuvilliés von 1730. Im Januar 1745 starb Karl Albrecht als Kaiser Karl VII. in der Residenz, die somit für kurze Zeit auch Kaiserschloss war.
Karl Albrechts Sohn Kurfürst Maximilian III. Joseph (reg. 1745–1777) hatte jeglichen Ansprüchen auf die Kaiserkrone entsagt, was sich in den von François de Cuvilliés und Johann Baptist Gunetzrhainer eingerichteten Kurfürstenzimmern widerspiegelt. Diese Wohnräume wurden über dem Antiquarium wo sich bis dato die Hofbibliothek befunden hatte, im Stil des Spätrokoko gestaltet.

#### Altes Residenztheater

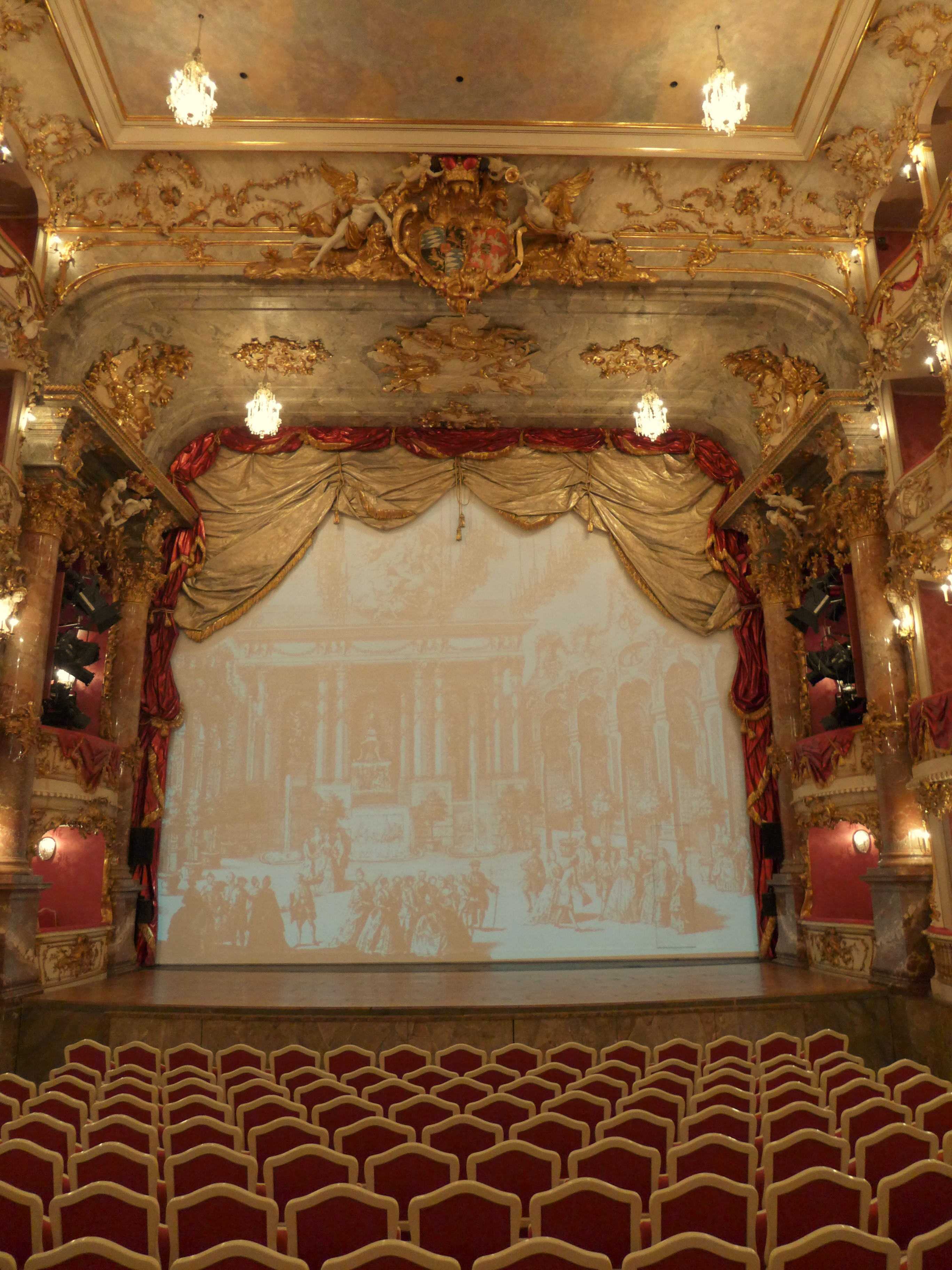
Das Alte Residenztheater (Cuvilliés-Theater)

Bedeutender war allerdings der Bau des Alten Residenztheaters ab 1751 (auch Cuvilliés-Theater genannt), eines Logentheaters im Rokokostil, welches ausschließlich dem Hofe vorbehalten war. Die zeitgenössische Gesellschaftseinteilung spiegelte sich dann auch in der unterschiedlichen Ausgestaltung der verschiedenen Ränge im Zuschauerbereich wider. Dieser Bau war nötig geworden, da der alte Georgssaal, welcher bis dahin als Theater gedient hatte, beim Brand der Neuveste am 5. März 1750 zerstört wurde. Das Cuvilliés-Theater wurde dabei als quasi freistehender Bau im ehemaligen Hofgarten erbaut, welcher nur durch ein Foyer mit der Residenz verbunden war, um die Brandgefahr zu minimieren. Außerdem wurden besonders dicke Mauern errichtet sowie eine Vorrichtung, um im Ernstfalle Wasser in den Dachstuhl pumpen zu können. Erstaunlich war auch eine Hebekonstruktion, welche es ermöglichte, den Fußboden des Theaters anzuheben, damit der Raum auch als Festsaal verwendet werden konnte.

### Klassizistische Erweiterungen

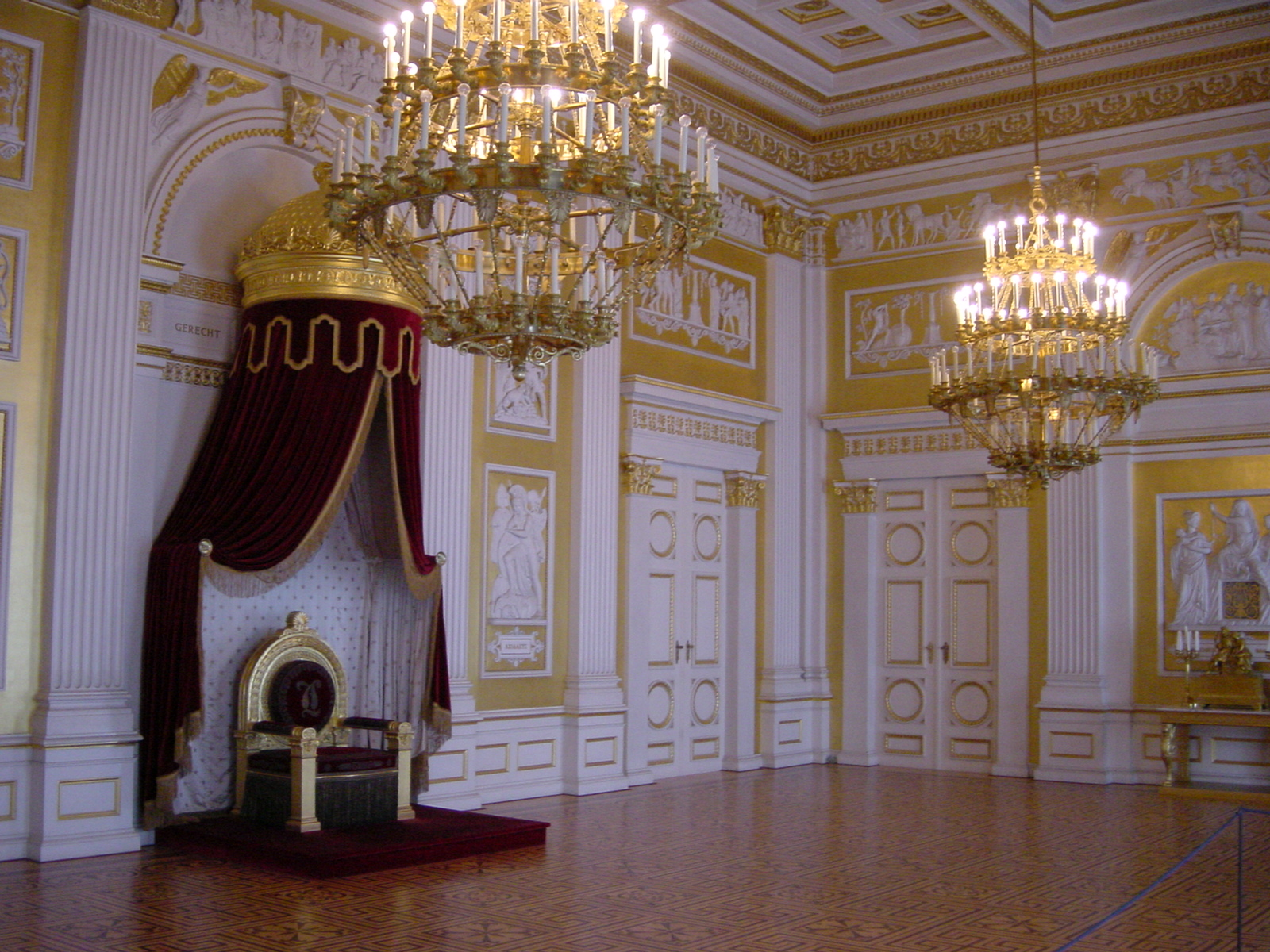
Der Kleine Thronsaal im Königsbau

Mit der Erhebung Bayerns zum Königreich 1806 und den zu Beginn des 19. Jahrhunderts vorgenommenen großen städtebaulichen Veränderungen Münchens wurden die bis dato wenig repräsentativen, nicht sichtbaren Teile der Residenz freigelegt. Dieser zum Teil einer Residenz unwürdige Zustand hatte bereits Hofarchitekten wie François de Cuvilliés noch zu Zeiten Maximilian III. Josephs zu großzügigen Ausbauplänen veranlasst, die jedoch wegen der leeren Staatskassen nicht verwirklicht wurden. Geplant war nach einem Entwurf von 1764/1765 unter anderem ein großer neuer Flügel an der Ostseite der Residenz. Auch unter dem Nachfolger Karl Theodor (reg. 1777–1799) entstand lediglich an der Nordseite des Hofgartens die 1780/1781 erbaute Churfürstliche Galerie durch den Münchener Oberhofbaumeister Karl Albert von Lespilliez.
König Max I. Joseph (reg. 1799–1825) begnügte sich zunächst wiederum mit der Neueinrichtung von Gemächern anstelle des Kaisersaals und einer Modernisierung des Herkulessaals (des heutigen Max-Joseph-Saals), außerdem ließ er die Staatsratszimmer zwischen Hartschiersaal und den Steinzimmern einrichten. Dabei entstand an der Nordwestseite beim Hofgartentor durch Charles Pierre Puille und Andreas Gärtner eine neue Fassade mit konsolgetragenen Fensterbänken und Architraven auf glattem Mauerwerk im in Frankreich damals üblichen Stil italienischer Renaissance, welche später dem Festsaalbau weichen musste. Im Vergleich zu ihrem Mann hatte Königin Karoline, die hier die Beletage bewohnte, ein größeres Repräsentationsbedürfnis, das sich auch im Umbau der Münchener Residenz zeigte. Max Joseph dagegen, der einen eher bürgerlichen Lebensstil bevorzugte, wohnte im Mezzanin, nahe seiner Kinder. Die Charlottenzimmer wurden dann zu Beginn des 19. Jahrhunderts im Stil des Empire für eine Tochter Max Josephs dekoriert. Des Weiteren ließ der König dann zwischen 1811 und 1818 südlich des Residenztheaters anstelle des 1802 abgebrochenen Franziskanerklosters das Königliche Hof- und Nationaltheater vor dem späteren Max-Joseph-Platz nach Plänen von Karl von Fischer errichten. Nach der Neugestaltung dieses Platzes an der Südseite begann 1816 mit den Planungen für den Odeonsplatz auch der nordwestliche Zugang zur Residenz zunehmend repräsentativer zu werden. Hier entstand das Hofgartentor, Leo von Klenzes erstes Werk in München (1816/1817), es bildet den Einlass in den Hofgarten auf der Achse der Brienner Straße. Erst ab 1817 wurden dann, zunächst für die Marstallgebäude, die Bauarbeiten aufgenommen, die bald aus der Residenz einen der größten Stadtpaläste machen sollten. Bereits ab 1801 war allerdings an der Ostseite des Hofgartens die gewaltige Hofgartenkaserne entstanden, die gut hundert Jahre später dem Armeemuseum (heutige Staatskanzlei) weichen musste.
Den heutigen Umfang erreichte die Anlage zwischen 1825 und 1842 unter König Ludwig I. (reg. 1825–1848) mit den von Leo von Klenze im Stil des Klassizismus errichteten Flügeln des Königsbaus und des Festsaalbaus sowie der Allerheiligen-Hofkirche. Mit den Erweiterungsbauten entstanden zahlreiche weitere Raumfluchten.

#### Marstall

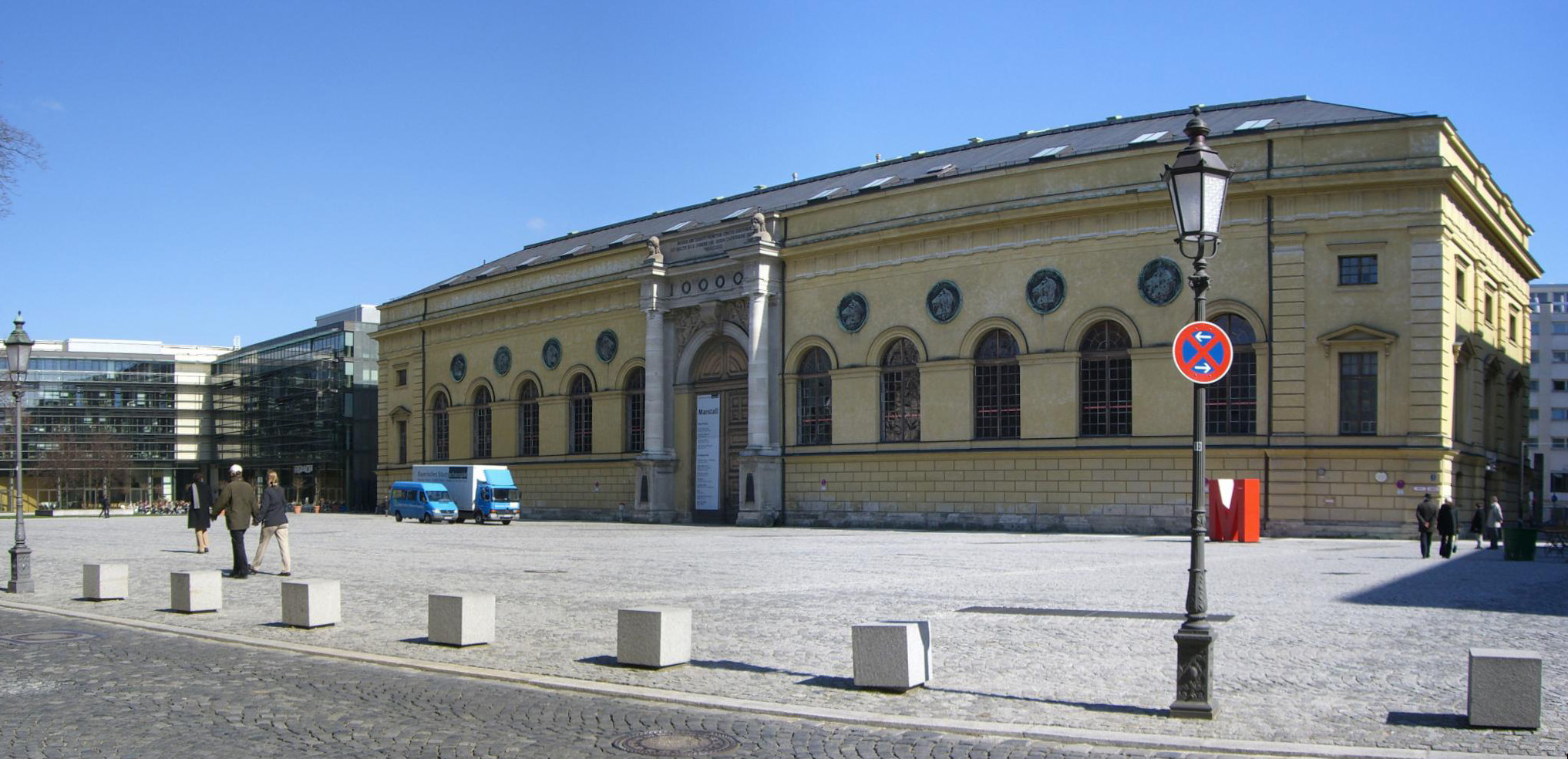
Der Marstall am Marstallplatz

Ab 1817 entstand gegenüber der schmucklosen Ostseite der Residenz der neue Marstall mit der königlichen Reitschule, den Kutschenremisen und Stallungen sowie der Verwaltung. Der Bau der Hofreitschule mit dem monumentalen Rundbogenportal, bekrönt mit Büsten von Kastor und Pollux, gilt als eines der reifsten Frühwerke Leo von Klenzes. Für den Bau des königlichen Marstalls musste der weiträumige Gebäudekomplex des Zeughauses des Landesherrn, das sich seit 1615 östlich der Residenz befand und eng mit ihr verbunden war, bereits ab 1807 einen Teil seines Areals abtreten. Nur die Hofreitschule ist bis heute erhalten geblieben und wird als sogenanntes Marstalltheater genutzt, während das Marstallmuseum nach Schloss Nymphenburg verlegt wurde.

#### Allerheiligen-Hofkirche

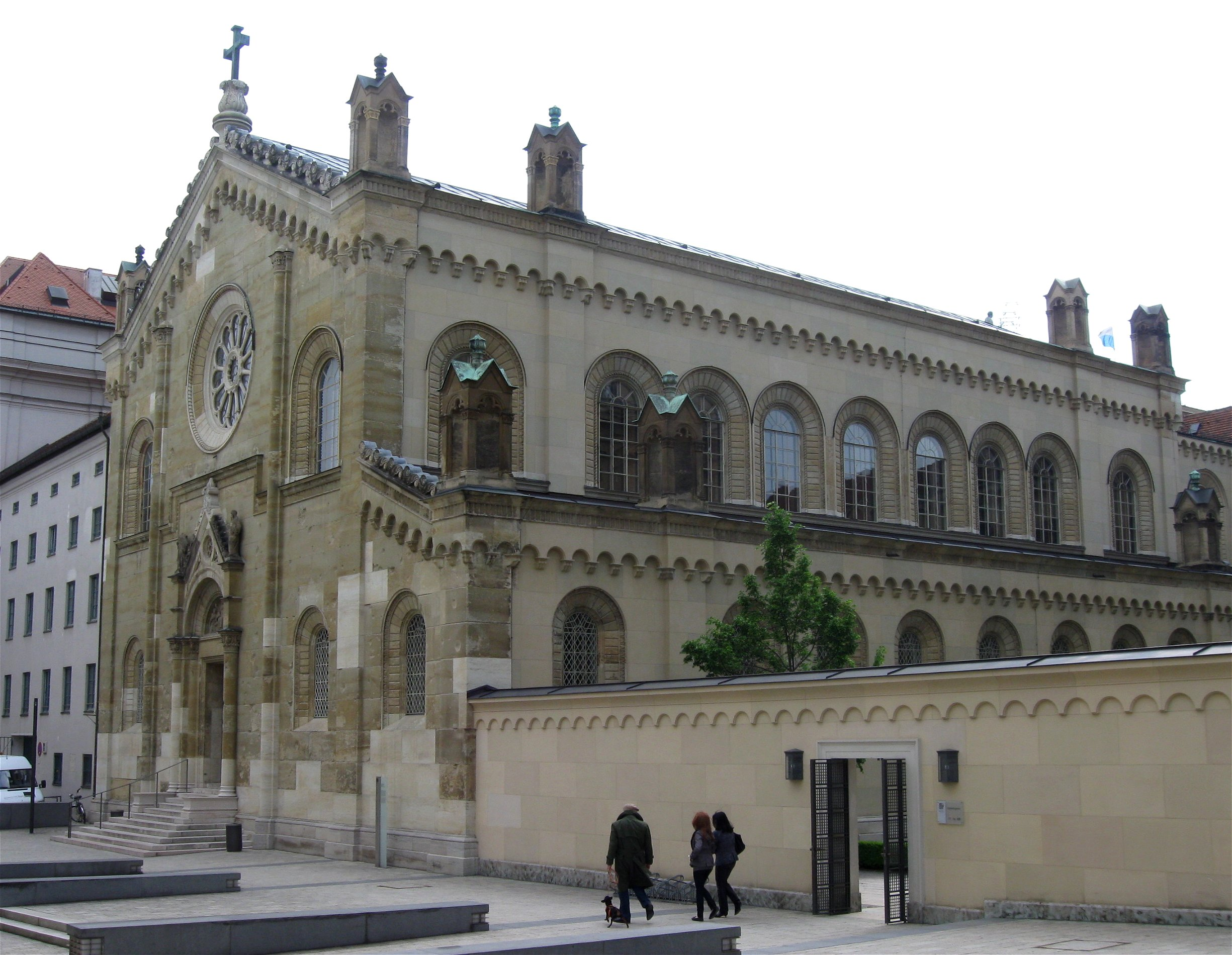
Die Allerheiligen-Hofkirche an der Ostseite der Residenz

Die in Anlehnung an byzantinischen und romanischen Stil ab 1826 erbaute Allerheiligen-Hofkirche wurde der Palastkapelle von Palermo nachempfunden und mit prächtigen Fresken geschmückt, von denen heutzutage nur noch wenige Reste erhalten sind. Die Fassade der Allerheiligen-Hofkirche, Klenzes einziger je errichteter Sakralbau, wertete nun die stark vernachlässigte Ostseite der Residenz gegenüber dem Marstall auf. Vor der Kirche lag einst ein mit Rosenbeeten geschmückter Garten, der später der Bebauung der Nachkriegszeit weichen musste. Nördlich schließt sich an die Kirche der Kabinettsgarten an. Das südliche Seitenschiff der Basilika wurde zu Gunsten eines Nebengebäudes des anschließenden Residenztheaters entfernt, was bis heute die Symmetrie des Baus empfindlich beeinträchtigt.

#### Königsbau
Der Königsbau wurde 1826 bis 1835 als zweigeschossiger Südflügel mit einer bis zu 30 Meter hohen Grünsandstein-Fassade am Max-Joseph-Platz erbaut. Als Vorbild dienten der Palazzo Pitti und der Palazzo Rucellai in Florenz. Ersterer lieferte das Muster für den Aufriss und die Quaderrustizierung während die Pilaster vom zweiten Palast inspiriert wurden. Der Königsbau verfügt über einen um ein Geschoss erhöhten Mittelteil mit seitlichen Dachterrassen. Im Erdgeschoss befinden sich heute die Schatzkammer sowie die von Julius Schnorr von Carolsfeld ausgemalten Nibelungensäle. Ihre Wand- und Deckengemälde sind die ersten monumentalen Darstellungen des Nibelungenliedes. Die Nibelungensäle waren als öffentlich zugängliche Schauräume konzipiert und lassen sich über einen gesonderten Eingang an der Residenzstraße betreten.
Im ersten Obergeschoss lagen die Wohnräume Ludwigs I. Die noch heute erhaltene Königswohnung diente dabei vor allem der Repräsentation und war nach Voranmeldung bereits damals zu besichtigen. Die eigentlichen Privatgemächer des Königspaares auf der Rückseite des Königsbaus sind auf Grund ihrer Zerstörung im Weltkrieg nicht mehr erhalten. Klenze war dabei nicht nur für die Architektur verantwortlich, sondern entwarf auch die Fußböden, die Wandbemalungen und sämtliches Mobiliar. Den zeremoniellen Zugang zum Appartement des Königs bildet die Gelbe Treppe, eine glanzvolle Architektur Klenzes aus einer Abfolge aus Halbkuppel, kreuzgewölbtem Saal und Prunkportal.
Im zweiten Obergeschoss befanden sich die sogenannten Festgemächer, welche für kleine Hoffeste gedacht waren. Die Raumfolge gliederte sich in Salon, Empfang-Salon, Tanzsaal, Blumensaal und private Räumlichkeiten für den König. Im Grundriss sind diese Räume heute noch in einer stark vereinfachten Form erhalten und beherbergen die Bayerische Akademie der Schönen Künste.

#### Festsaalbau

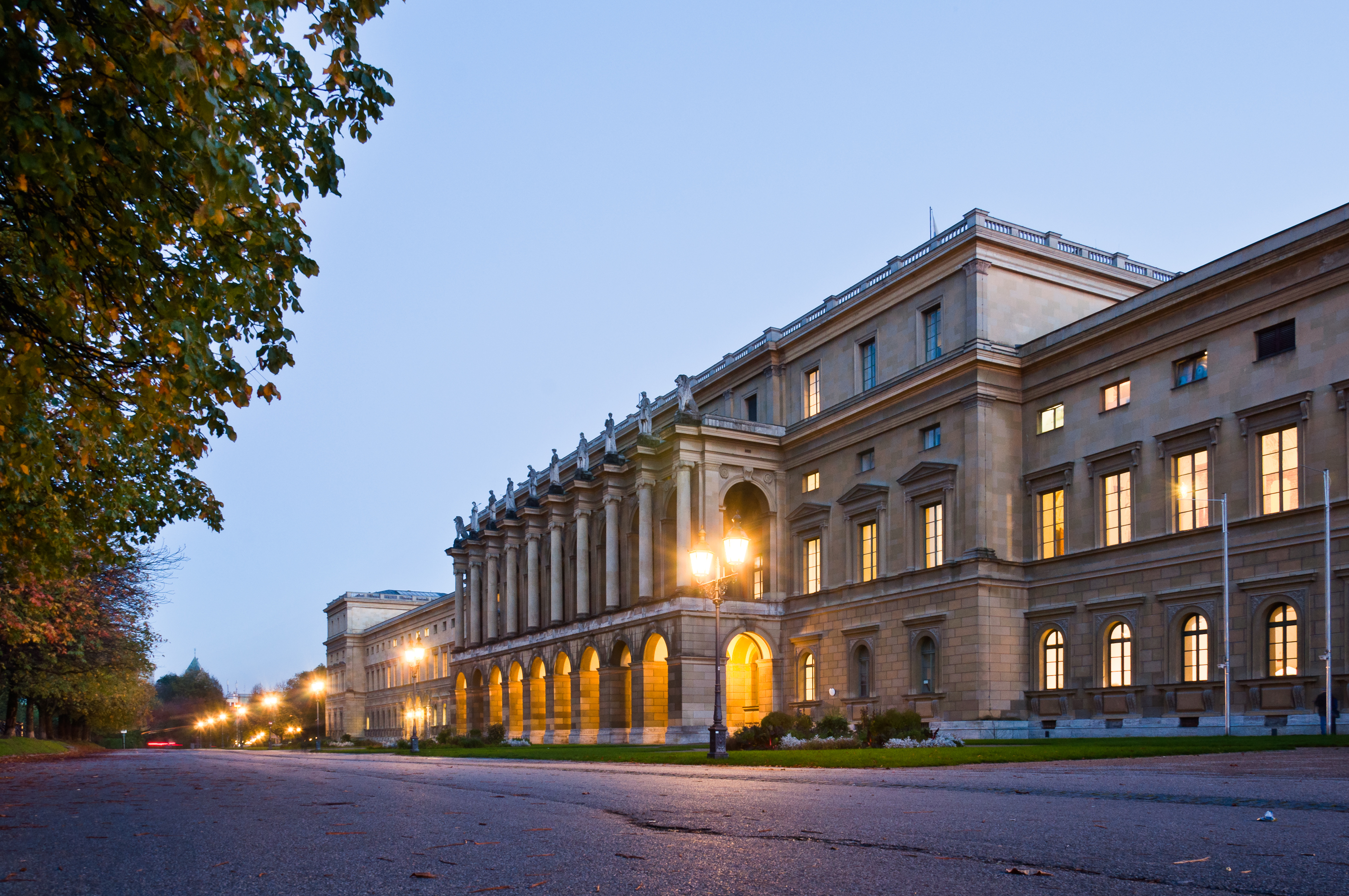
Der Festsaalbau an der Nordseite zur Hofgartenstraße

In den Jahren 1832 bis 1842 wurde durch Leo von Klenze schließlich an der Nordseite am Hofgarten der ebenfalls dem Stil der italienischen Renaissance nachempfundene Festsaalbau dort ausgeführt, wo bereits Cuvilliés einen Neubau geplant hatte, um die letzten Reste der nach dem Brand von 1750 nur notdürftig wieder instand gesetzten Neuveste zu beseitigen. Vor dem Mittelrisalit der 250 Meter langgestreckten monumentalen Schaufront mit zwei bzw. drei Geschossen und erhöhten Eckpavillons, befindet sich ein vorgesetzter neunachsiger Portikus mit einer Loggia mit Figuren von Ludwig Michael Schwanthaler.
Im Obergeschoss des Festsaalbaus entstand eine großzügige Raumfolge, die den Thronsaal in der Mitte, die drei Kaisersäle, den Ballsaal, zwei Kabinette (die ursprünglich die Schönheitengalerie Ludwigs I. aufnahmen), und den Schlachtensaal im Nordostpavillon enthielt. Diese Räumlichkeiten waren einzig für Staatsakte und Hoffeste gedacht und waren über eine heute ebenfalls nicht mehr erhaltene, dreiläufige Prunkstiege von der Durchfahrt am Marstallplatz aus erreichbar, an die sich zwei Empfangszimmer anschlossen. Vom prächtigen Ballsaal aus näherten sich Besucher durch die drei Kaisersäle, die nach den sagenumwobenen deutschen Herrschern Friedrich Barbarossa, Karl der Große und Rudolf von Habsburg benannt und mit Szenen aus der mittelalterlichen Kaisergeschichte ausgemalt waren, einem weitläufigen, klassizistischen Saal in Weiß und Gold, dessen seitliche Tribünen von korinthischen Säulen gestützt wurden: Der Große Thronsaal war der Höhepunkt dieser Raumfolge und lag genau in der Mitte des Baus. Dort fanden die wichtigsten Zeremonien wie die Thronbesteigung statt, eingerahmt von zwölf Kolossalstatuen aus der Erzgießerei von Ferdinand von Miller, welche die wichtigsten Wittelsbacher Herrscher darstellten und die sich heute im Foyer im Erdgeschoss des Festsaalbaus befinden. Im Erdgeschoss des Festsaalbaus befanden sich die sechs Odysseesäle, welche als Pendant zu den Nibelungensälen im Königsbau mit Motiven aus der Odyssee bemalt waren und als Gästezimmer dienen sollten. Die Entwürfe zu diesen Wandbildern schuf ebenfalls Ludwig Michael Schwanthaler. Die Ausführung vor Ort oblag Johann Georg Hiltensperger. An den Festsaalbau ist außerdem im Osten am Marstallplatz der Apothekenstock angeschlossen, der damals die Hofapotheke sowie Wohnungen und Büros der Hofangestellten enthielt. Danach ist auch der große anliegende Apothekenhof benannt.
Nach dem Zweiten Weltkrieg entschied man sich gegen einen Wiederaufbau der Prunkräume im Festsaalbau, da die klassizistische Kunst der Münchner Schule damals geringgeschätzt wurde. Heute sind an ihrer Stelle der Herkulessaal, der vor allem durch die Klangkörper des Bayerischen Rundfunks als Konzertsaal genutzt wird, Sitzungssäle der Bayerischen Akademie der Wissenschaften und Lagerräume von Nationaltheater und Residenztheater untergebracht.

### Umbauten Max II. Josephs und Ludwigs II.

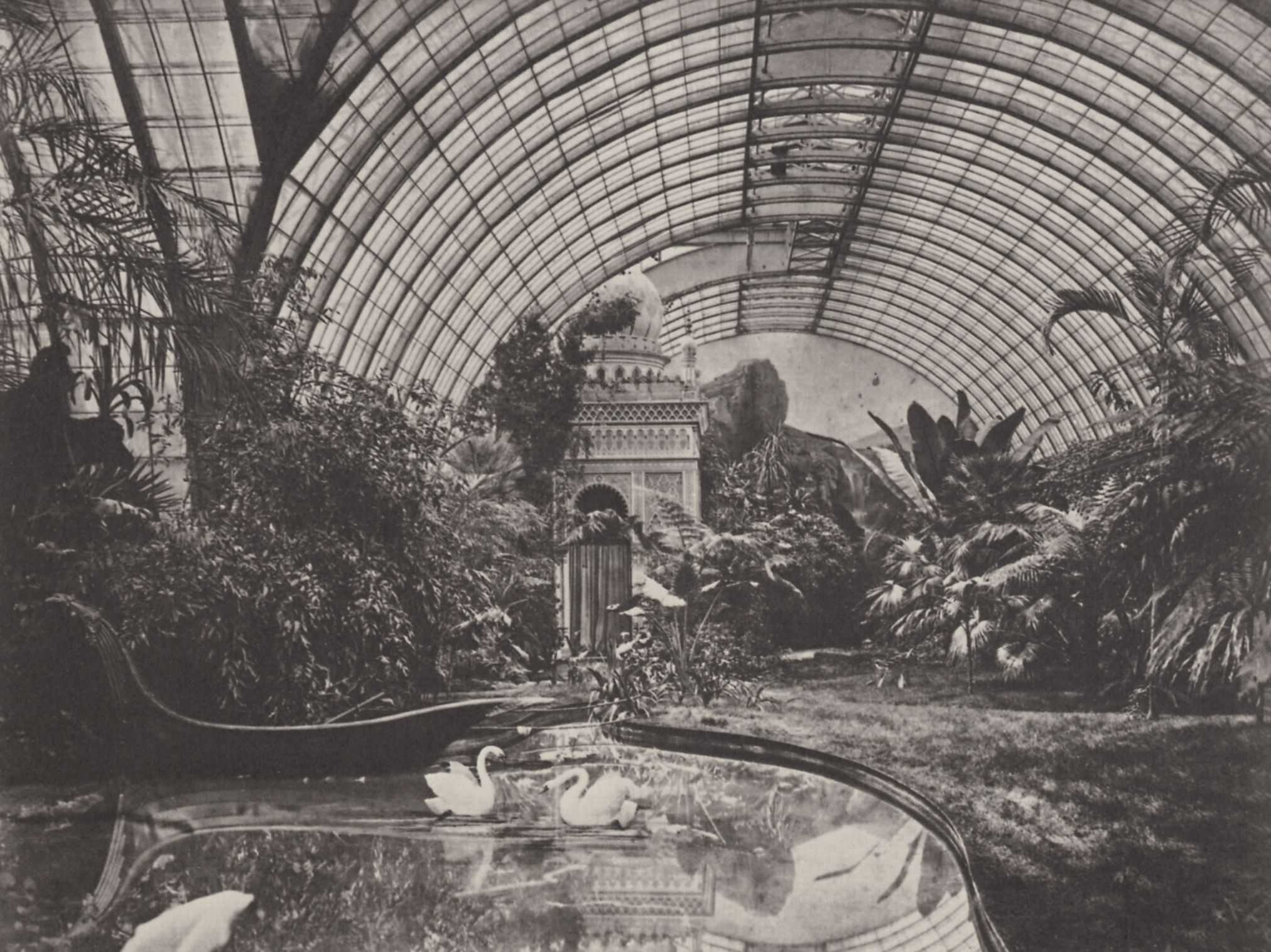
Wintergarten König Ludwigs II. um 1870 (Fotografie von Joseph Albert)

Max II. Joseph (reg. 1848–1864) ließ nur das Appartement des Königs seinen Bedürfnissen entsprechend umbauen und auf einem Verbindungstrakt zum Nationaltheater hin einen Wintergarten nach Entwürfen von Franz Jakob Kreuter errichten. Ausgeführt wurde dieser Bau allerdings von August von Voit, der bereits den Münchner Glaspalast für den König errichtet hatte. Außerdem ließ Max II. das Residenz-Theater restaurieren, welches nach 1825 fast nur noch als Kulissenmagazin für das Nationaltheater benutzt worden war. Das Zeughaus des Landesherrn im Osten des Residenzkomplexes wurde nun endgültig aufgelöst, dies geschah schrittweise zwischen 1853 und 1863 anlässlich der Anlage der Maximilianstraße. Als Ersatz entstand das Zeughaus in der Lothstraße.
Ludwig II. (reg. 1864–1886) ließ viele heute nicht mehr erhaltene Veränderungen an der Residenz vornehmen. Zuerst gestaltete er seine Prinzenwohnung im Dachgeschoss des Nordwestpavillons des Festsaalbaues im Stil Ludwigs XIV. um. Zudem wurden für seine Verlobte Prinzessin Sophie in Bayern (die Schwester der Kaiserin Elisabeth „Sisi“ von Österreich) Räumlichkeiten in den Hofgartenzimmern hergerichtet, die sie allerdings nie bewohnen sollte, da die Verlobung zuvor aufgelöst wurde. Außerdem wurden unter Ludwig II. die Nibelungensäle vollendet.
Er setzte auch die Tradition seines Großvaters Ludwig I. fort, indem er über dem Theatinergang einen eigenen Gemäldezyklus im Gang, der zu seinen Gemächern führte, erstellen ließ. Diese Bilder stellten Szenen aus Wagners Ring-Tetralogie dar. Des Weiteren ließ Ludwig II. die Bühne des Residenztheaters elektrifizieren. Außerdem ließ er die gesamten Appartements der Residenz restaurieren.
Um 1870 ließ er über dem Nordwestflügel des Festsaalbaus einen 70 × 17 m großen Wintergarten durch den Hofgartendirektor Carl Effner und den Theatermaler Christian Jank errichten. Eine neun Meter hohe Tonne aus Glas und Eisen überspannte den Garten mit exotischer Flora und Fauna, mit künstlichem See, Maurischem Kiosk, Fischerhütte und großen austauschbaren Panoramagemälden von Julius Lange. Nach dem Tod Ludwigs II. wurde die aufwendige Konstruktion auf Anweisung von Prinzregent Luitpold 1897 abgebaut, da sie zu schwer für den Bau darunter war und das Wasser des künstlichen Sees in die darunterliegenden Gemächer der Dienerschaft tropfte. Einzig der Vorbau im Kaiserhof, der zur Abstützung gebaut war, blieb bis 1950 stehen.

### Residenz zu Ende der Monarchie

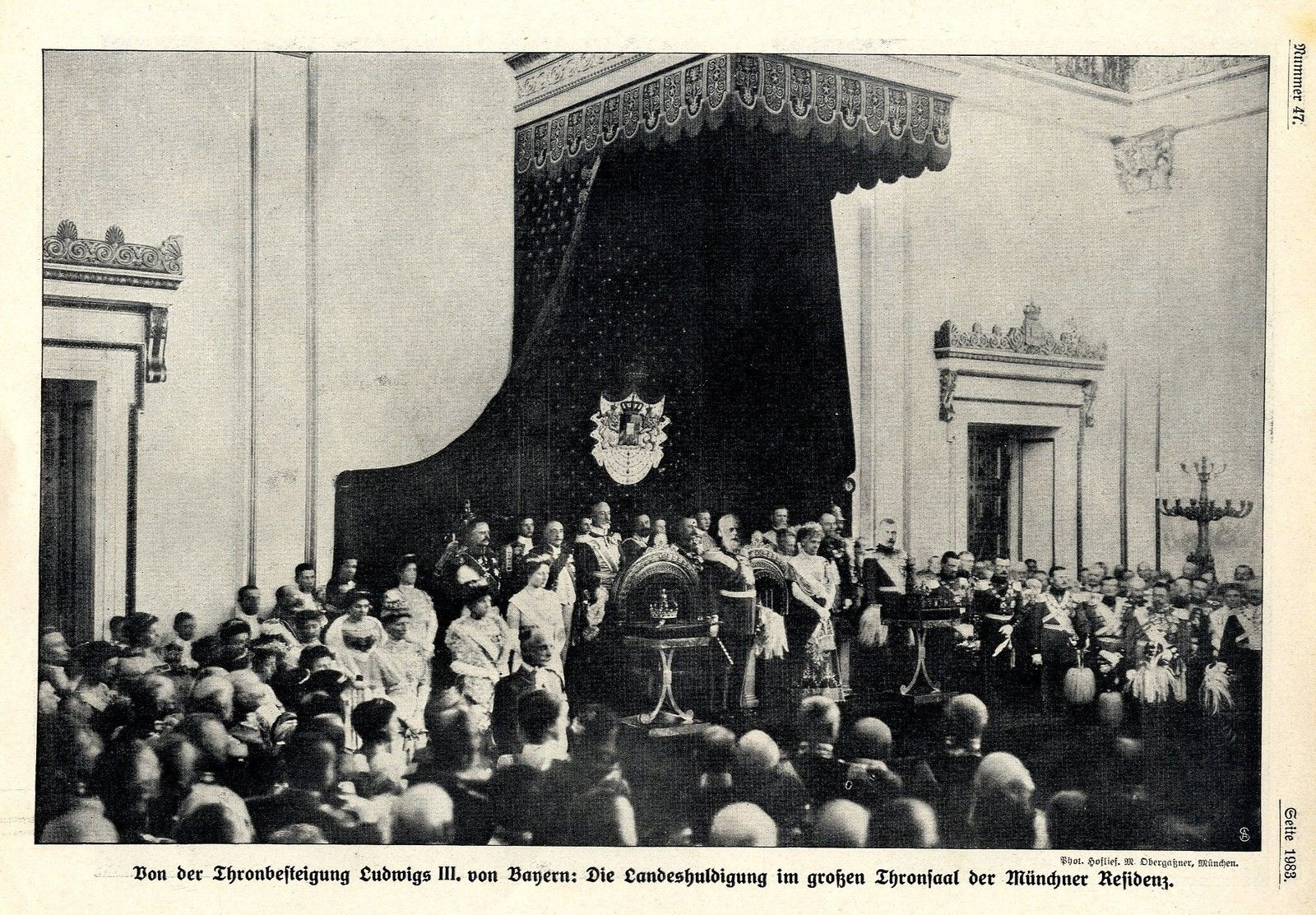
Thronbesteigung König Ludwigs III. im Großen Thronsaal des Festsaalbaus, 1913

Bereits mit Ludwig II. wohnte der bayerische Monarch nur noch zeitweise in der Residenz. Seit Mitte der 1870er Jahre lösten Schloss Linderhof und Schloss Berg die Münchner Residenz als Hauptwohnsitz faktisch ab. Auch den Mangel an Bequemlichkeit hatte zuvor schon Königin Therese beklagt. Ihr Sohn Prinzregent Luitpold (reg. 1886–1912) war eigentlich im Palais Leuchtenberg zu Hause, das seinerzeit sogar nach ihm benannt war. Dennoch ließ er für seine Zwecke die Steinzimmer umbauen, da er nicht in den Gemächern des Königs wohnen wollte. Aus seiner Zeit stammt auch die Errichtung einer von Julius Hofmann entworfenen neuen Schatzkammer – heutiger Kassenraum –, welche bereits damals durch eine Tresortür verschlossen wurde (1897).
Luitpolds Sohn Ludwig III. (reg. 1912–1918) bewohnte die meiste Zeit das Wittelsbacher Palais und lebte daher in der Residenz nur über einen kurzen Zeitraum vor der Revolution 1918. Er bezog zunächst wie schon sein Vater die Steinzimmer im Kaiserhoftrakt, später dann den Königsbau. Hier wurden technische Modernisierungen wie Zentralheizung und elektrische Beleuchtung vorgenommen, die der Prinzregent noch abgelehnt hatte. Außerdem wurden während des Krieges noch die Nibelungensäle durch Königin Maria Therese genutzt, um mit Damen aus allen Gesellschaftsschichten Handarbeiten für die Soldaten im Felde anzufertigen. Als im November 1918 die Revolution ausbrach und zahlreiche Demonstranten vor der Residenz erschienen, blieb der Palast unbeschädigt. Die königliche Familie hatte die Residenz in der ersten Nacht nach Ausbruch der Revolution verlassen. Dagegen wurde der Revolutionär Rudolf Egelhofer am 3. Mai 1919 im Hof der Residenz erschossen.

## Residenzmuseum

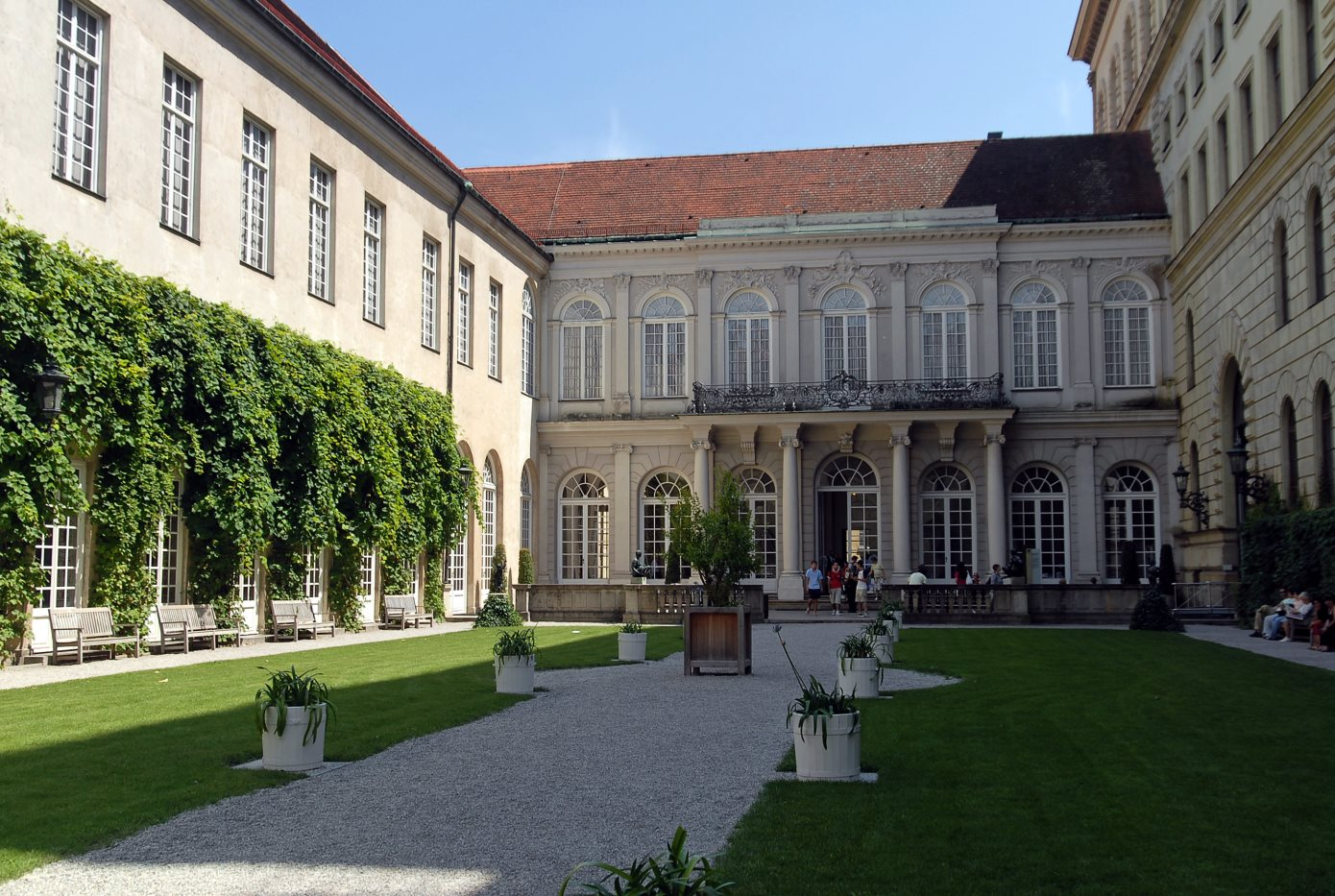
Der Königsbauhof mit dem Eingang des Residenzmuseums

Das Residenzmuseum im Inneren mit Eingang im Königsbauhof besteht heute aus mehr als 150 Schauräumen. Stilistisch ist die über Jahrhunderte gewachsene Residenz eine Mischung aus Renaissance, Barock, Rokoko und Klassizismus.
Bereits zur Zeit Ludwigs I. konnte der interessierte Bürger auf Voranmeldung (wenn das Königspaar nicht in der Residenz zugegen war) die Räumlichkeiten des Königsbaus besichtigen. Damit wollte der König seinen Untertanen bewusst seine Vorstellung von königlichem Wohnen vor Augen führen. Unter Prinzregent Luitpold war es bereits möglich, alle ungenutzten Teile der Residenz sowie die Alte Schatzkammer zu besichtigen und 1897 erschien schließlich der erste Führer durch die Residenz zu München.
Nach der Revolution 1918 wurde der endgültige Schritt hin zum Museum vollzogen. Damals konnten ganze 157 Räume besichtigt werden, was für den Besucher durchaus eine Strapaze darstellen konnte. Das heutige Residenzmuseum zeigt mehr als 150 Schauräume. Eine Audioführung wird in fünf Sprachen angeboten. Neben dem Antiquarium, der Alten Hofkapelle und den zahlreichen Prunksälen, den sogenannten Kaiserzimmern, den Reichen Zimmern und den repräsentativen Wohnräumen Ludwigs I., sind besonders die Porzellankammern, die neben Exponaten aus ganz Europa auch eine bedeutende Sammlung aus Ostasien umfassen, und das Miniaturenkabinett mit 129 Miniaturgemälden hervorzuheben. Ferner gibt es noch eine Reliquienkammer und die Silberkammern. Mit den im Festsaalbau seit dem Auszug der Ägyptischen Staatssammlung ausgestellten Bronzeplastiken aus dem späten 16. und frühen 17. Jahrhundert, zu denen auch die Originale der vier Löwen aus dem Eingangsbereich zählen, präsentiert das Residenzmuseum einen der reichsten Bestände europäischer Bronzekunst aus der Zeit des Manierismus und Frühbarock.

## Schatzkammer

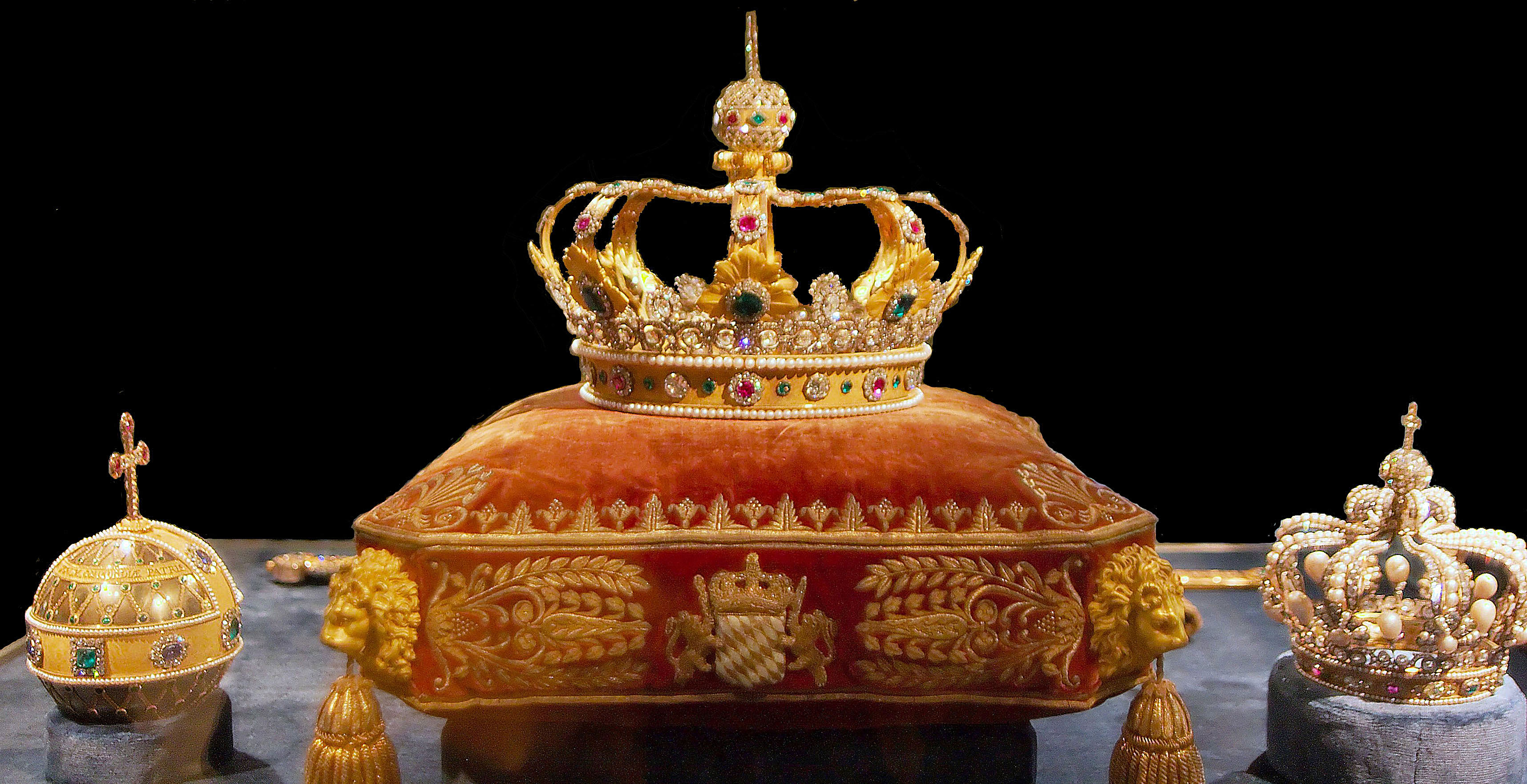
Die Kroninsignien des Königreichs Bayern

Die Schatzkammer wurde im Wesentlichen von Albrecht V. begründet und beherbergt seither die Hauskleinodien der bayerischen Wittelsbacher, die unter Kurfürst Karl Theodor mit den Pfälzer Hausschätzen vereinigt wurden. Seit dem Bau der Alten Schatzkammer unter Prinzregent Luitpold 1897 sind die Insignien dem Publikum zugänglich. Die heute im Erdgeschoss des östlichen Königsbau-Flügels befindliche Sammlung beherbergt Goldschmiedekunst und Juwelen vom frühen Mittelalter bis zum Klassizismus. Die Sammlung von über 1200 Einzelstücken ist eine der kostbarsten der Welt und umfasst unter anderem Arbeiten aus Bergkristall, Email und Elfenbein, Kameen, Schmuck, Orden, Prunkschwerter, Pokale und Tafelgeschirr.
Weltbekannt sind unter anderem das Gebetbuch Kaiser Karls des Kahlen (ca. 860), das Altarziborium von Kaiser Arnulf von Kärnten (Ende 9. Jh.), das Kreuzreliquiar Heinrichs II., die Krone der Kaiserin Kunigunde, das von der ungarischen Königin Gisela von Bayern ins Regensburger Niedermünster gestiftete Kreuz (alle um 1000), die sogenannte Heinrichskrone (ca. 1270) und die aus England stammende Pfälzische Krone (ca. 1370). Ausgestellt sind auch Prunkschwerter wie das Fränkische Herzogsschwert der Würzburger Fürstbischöfe (ca. 1460). Zu den zahlreichen Höhepunkten der Sammlung zählen der Rappoltsteiner Pokal (ca. 1540), die Holbeinschale (ca. 1540), die St.-Georgs-Statuette (ca. 1590), die Kroninsignien Kaiser Karls VII. (1742), die in Paris gefertigten bayerischen Kroninsignien (1806) mit den Kronen von König und Königin, das Reiseservice von Kaiserin Louise von Frankreich und der Rubinschmuck von Königin Therese. Es werden außerdem außereuropäische Schätze ausgestellt, wie die in den Türkenkriegen erbeuteten Prunkdolche, ceylonesische Elfenbeinarbeiten oder chinesisches Porzellan.
Ebenfalls in der Residenz untergebracht ist die Staatliche Münzsammlung München. Auch hier wurden zu Zeiten Karl Theodors die kurpfälzische und die kurbayerische Sammlung vereint.

## Hofgarten

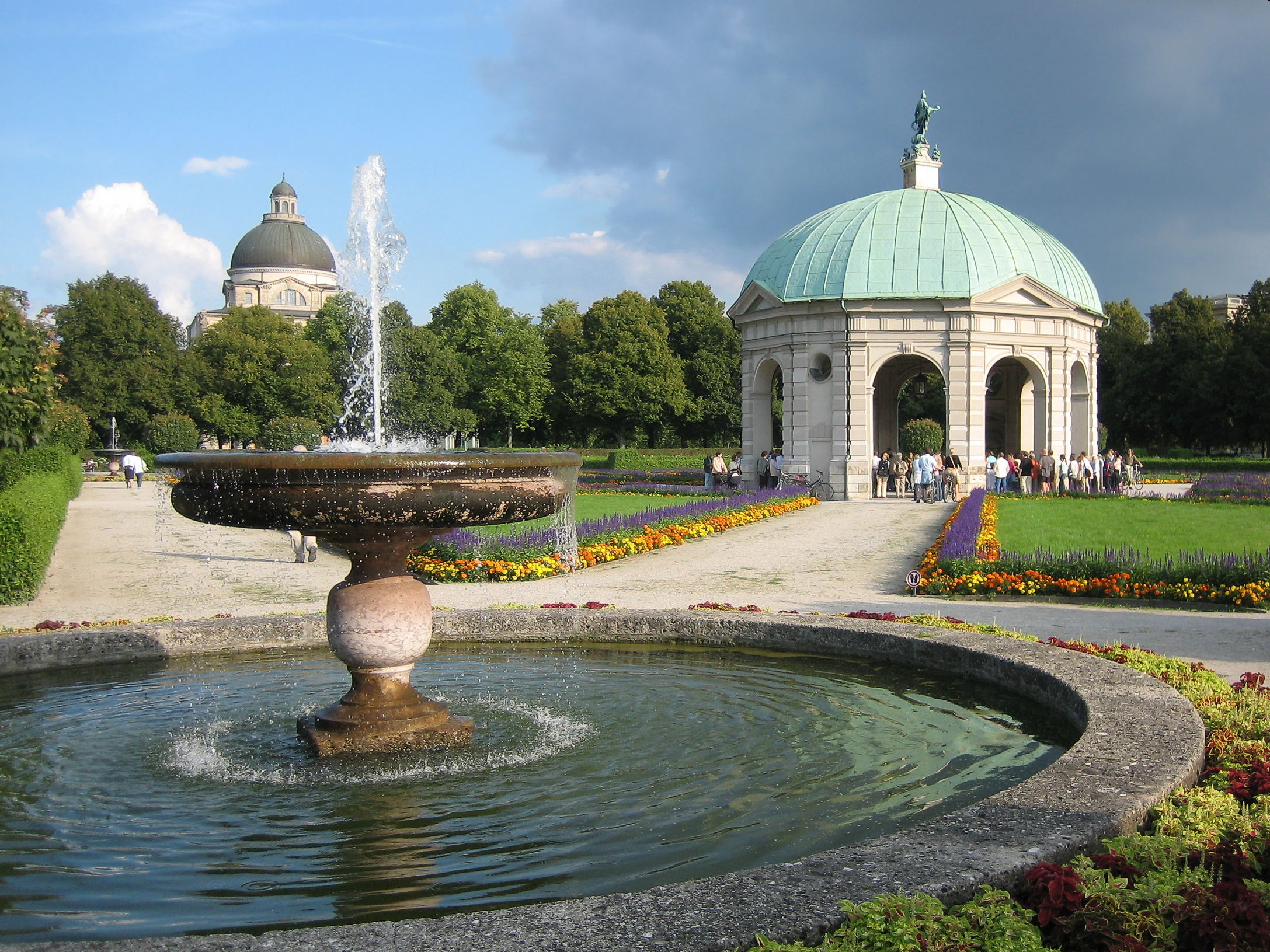
Der Hofgarten mit dem Dianatempel

Der erste Garten entstand ab 1530 an der Stelle des späteren Marstallplatzes südlich der Neuveste. Die Geschichte des Hofgartens der Residenz an der heutigen Stelle nördlich des Festsaalbaus begann 1560 unter Herzog Albrecht V. mit der Anlage eines neuen Renaissancegarten mit einem (nicht erhalten) Lusthaus nördlich einer älteren Anlage aus dem frühen 16. Jahrhundert. 1613–1617 erweiterte Maximilian I. die Anlage zu der heutigen Ausdehnung. In der Mitte des Hofgartens befindet sich seither ein Pavillon, der Dianatempel, der von Heinrich Schön dem Älteren angelegt wurde (1615). Erhalten hat sich auch ein Teil des 1560 angelegten Arkadengangs beim einstigen Hofbrunnwerk am Nordostrand des Hofgartens.

## Zerstörung und Wiederaufbau

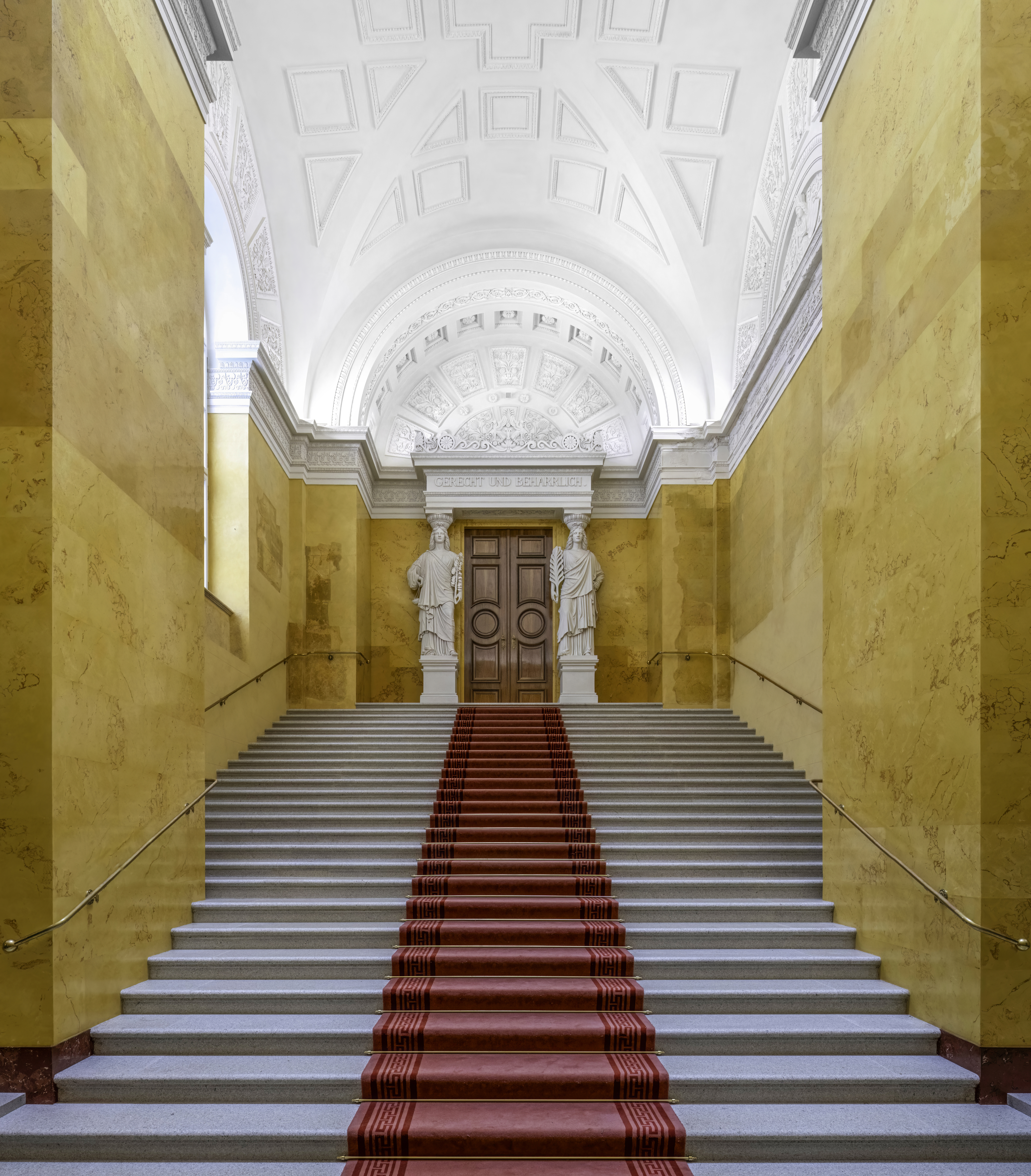
Die Gelbe Treppe (2021 rekonstruiert)

Bei den Luftangriffen auf München im Zweiten Weltkrieg wurde die Residenz vor allem im Jahr 1944 nahezu zerstört (von 23.500 m² Dachfläche blieben nur 50 m² intakt) und in den Jahrzehnten danach größtenteils rekonstruiert, was vor allem der Tatsache zu verdanken ist, dass fast das gesamte Mobiliar sowie ein Großteil der Wand- und Deckenverkleidungen bereits vor den ersten Bombenangriffen ausgelagert werden konnte. Sonst wäre ein Wiederaufbau in der heutigen Form undenkbar gewesen.
Verdient gemacht haben sich im Zuge dieser relativ schnellen Rekonstruktionsphase vor allem Tino Walz und der Leiter der Bauabteilung der Bayerischen Schlösserverwaltung Rudolf Esterer. Sie ermöglichten gemeinsam mit dem Förderverein Freunde der Residenz eine Sicherung der noch vorhandenen Bausubstanz durch das Errichten von Notdächern und den raschen Beginn des Wiederaufbaus.
Außerdem fanden große Spendenaktionen statt. So beteiligte sich unter anderem der Bayerische Rundfunk mit einer Millionenspende am Wiederaufbau, allerdings unter der Voraussetzung, dass man einen Konzertsaal als Ersatz für das ebenfalls zerstörte Odeon, in dem sich heute das Bayerische Innenministerium befindet, in die Residenz einbauen durfte. Hierfür wurde der ehemalige und nicht unwiderruflich zerstörte Große Thronsaal geopfert. An dieser Stelle befindet sich heute der von Esterer im Stil des monumentalen Neoklassizismus neu errichtete Neue Herkulessaal. Bereits seit etwa dem Jahr 1600 existierte im  Hofdamenstock der Residenz ein Festsaal namens Herkulessaal, der im Zweiten Weltkrieg zerstört wurde und später, um Verwechslungen mit dem neuen Herkulessaal vorzubeugen, nach seinem Umgestalter in Max-Joseph-Saal umbenannt wurde. Verloren sind außerdem vor allem die Fresken der Allerheiligen-Hofkirche, die einst prunkvolle Ausstattung der Päpstlichen Zimmer, die Decke des Goldenen Saals von Balthasar Ableithner, die Wohnräume Ludwigs II., die rückwärtigen Räume im Königsbau sowie alle restlichen klassizistischen Säle im Festsaalbau inklusive der prächtigen Prunktreppe gegenüber dem Marstall. Einige weitere Raumfluchten wie die Kurfürstenzimmer wurden auch nur vereinfacht wiedererrichtet. Die sich daran anschließende 1757 entstandene Cäcilienkapelle im Antiquariumstrakt ist seit 1944 mit der Vernichtung der Ausstattung verschwunden.
Die einstige Residenzwache in der Alten Residenz wurde bis 1970 im Stil einer höfischen Dürnitz zum Lokal der Pfälzer Weinprobierstube ausgebaut, heute auch eine Erinnerung an die nach dem Zweiten Weltkrieg für Bayern verlorene Rheinpfalz. Benachbart sind die heutige Residenz-Apotheke und weitere kleine Geschäfte.
Nach dem Krieg erfolgte auch der Bau des Neuen Residenztheaters anstelle des heutigen, versetzt wiedererrichteten Cuvilliés-Theaters, das im weiter nördlich gelegenen Apothekenstock der Residenz wiedererrichtet wurde. Verbaut wurde außerdem die einst mit Rosenbeeten geschmückte Ostseite der Residenz; zwischen dem von Klenze erbauten Marstall und der Allerheiligen-Hofkirche, deren Sicherung erst 1972 begann, liegen heute die Gebäude für die hydraulischen Anlagen des Nationaltheaters und das spanische Kulturinstitut. Der Kronprinz-Rupprecht-Brunnen zwischen der Residenz und dem Marstallgebäude, der ehemaligen Hofreitschule, wurde 1961 vom Bildhauer Bernhard Bleeker geschaffen.
Heute werden die festlichen Säle für Empfänge und Konzerte genutzt. So bilden Räumlichkeiten der Residenz den Rahmen für die Münchner Residenzkonzerte und die Münchner Residenzwoche. Darüber hinaus befinden sich das Residenzmuseum, weitere Museen und Behörden in der Residenz. Seit 1972 hat die Bayerische Akademie der Schönen Künste ihren Sitz im 2. Obergeschoss des Königsbaus. Im Ostflügel des Festsaalbaus ist die Bayerische Akademie der Wissenschaften untergebracht, während sich im Westflügel der Sitz der Staatlichen Münzsammlung München befindet. Bis 2016 war außerdem die Deutsche Akademie der Technikwissenschaften (acatech) in der Residenz angesiedelt.
Bis 1985 wurden auf Basis schriftlicher Quellen die zwei seit 1799 verlorenen Festräume des 17. Jahrhunderts, der Kaisersaal und der Vierschimmelsaal, wiedererrichtet und man richtete sie mit den erhaltenen Gemälden und Wirkteppichen ein. Bis zum heutigen Tage wird noch an der Residenz gearbeitet. Bis 2008 wurde das über fünfzig Jahre alte Cuvilliés-Theater umfangreich restauriert. Außerdem wurde der Foyerhof mit einem Glasdach ausgestattet und es wird am Ausbau der rückwärtigen Räume des Königsbaus gearbeitet.
Von 2016 bis 2021 wurde die Gelbe Treppe im Königsbau rekonstruiert. Sie war einst der Hauptzugang zu den königlichen Apartments von Ludwig I.

## Film
- Schicksalsjahre eines Königsschlosses. Wiederaufbau der Münchner Residenz. Eine Filmdokumentation von Bernhard Graf, BR 2004.